# فهرست سیارک‌ها (۱۱۷۰۰۱–۱۱۸۰۰۱)
فهرست سیارک‌ها (۱۱۷۰۰۱ - ۱۱۸۰۰۱) فهرست سیارک‌ها از ۱۱۷۰۰۱ تا ۱۱۸۰۰۱ است.
| نام    | نام انگلیسی  | تاریخ کشف       |
| ------ | ------------ | --------------- |
| ۱۱۷۰۰۱ | 2004 HX55    | ۲۴ آوریل ۲۰۰۴   |
| ۱۱۷۰۰۲ | 2004 HY59    | ۲۳ آوریل ۲۰۰۴   |
| ۱۱۷۰۰۳ | 2004 HZ59    | ۲۳ آوریل ۲۰۰۴   |
| ۱۱۷۰۰۴ | 2004 HG60    | ۲۵ آوریل ۲۰۰۴   |
| ۱۱۷۰۰۵ | 2004 HU60    | ۲۵ آوریل ۲۰۰۴   |
| ۱۱۷۰۰۶ | 2004 HD61    | ۲۵ آوریل ۲۰۰۴   |
| ۱۱۷۰۰۷ | 2004 HE61    | ۲۵ آوریل ۲۰۰۴   |
| ۱۱۷۰۰۸ | 2004 HS62    | ۲۶ آوریل ۲۰۰۴   |
| ۱۱۷۰۰۹ | 2004 HX63    | ۱۶ آوریل ۲۰۰۴   |
| ۱۱۷۰۱۰ | 2004 JG1     | ۱۰ مه ۲۰۰۴      |
| ۱۱۷۰۱۱ | 2004 JZ2     | ۹ مه ۲۰۰۴       |
| ۱۱۷۰۱۲ | 2004 JZ4     | ۱۱ مه ۲۰۰۴      |
| ۱۱۷۰۱۳ | 2004 JA5     | ۱۲ مه ۲۰۰۴      |
| ۱۱۷۰۱۴ | 2004 JG5     | ۸ مه ۲۰۰۴       |
| ۱۱۷۰۱۵ | 2004 JR6     | ۱۰ مه ۲۰۰۴      |
| ۱۱۷۰۱۶ | 2004 JH8     | ۱۲ مه ۲۰۰۴      |
| ۱۱۷۰۱۷ | 2004 JN8     | ۱۲ مه ۲۰۰۴      |
| ۱۱۷۰۱۸ | 2004 JB9     | ۱۳ مه ۲۰۰۴      |
| ۱۱۷۰۱۹ | 2004 JB10    | ۹ مه ۲۰۰۴       |
| ۱۱۷۰۲۰ | 2004 JC10    | ۱۰ مه ۲۰۰۴      |
| ۱۱۷۰۲۱ | 2004 JH10    | ۱۰ مه ۲۰۰۴      |
| ۱۱۷۰۲۲ | 2004 JX10    | ۱۲ مه ۲۰۰۴      |
| ۱۱۷۰۲۳ | 2004 JY10    | ۱۲ مه ۲۰۰۴      |
| ۱۱۷۰۲۴ | 2004 JF11    | ۱۲ مه ۲۰۰۴      |
| ۱۱۷۰۲۵ | 2004 JH11    | ۱۲ مه ۲۰۰۴      |
| ۱۱۷۰۲۶ | 2004 JN12    | ۱۳ مه ۲۰۰۴      |
| ۱۱۷۰۲۷ | 2004 JS12    | ۱۳ مه ۲۰۰۴      |
| ۱۱۷۰۲۸ | 2004 JW12    | ۱۳ مه ۲۰۰۴      |
| ۱۱۷۰۲۹ | 2004 JG15    | ۱۰ مه ۲۰۰۴      |
| ۱۱۷۰۳۰ | 2004 JJ15    | ۱۰ مه ۲۰۰۴      |
| ۱۱۷۰۳۱ | 2004 JK17    | ۱۲ مه ۲۰۰۴      |
| ۱۱۷۰۳۲ | Davidlane    | ۱۴ مه ۲۰۰۴      |
| ۱۱۷۰۳۳ | 2004 JP21    | ۹ مه ۲۰۰۴       |
| ۱۱۷۰۳۴ | 2004 JH23    | ۱۳ مه ۲۰۰۴      |
| ۱۱۷۰۳۵ | 2004 JR23    | ۱۳ مه ۲۰۰۴      |
| ۱۱۷۰۳۶ | 2004 JK24    | ۱۵ مه ۲۰۰۴      |
| ۱۱۷۰۳۷ | 2004 JO24    | ۱۵ مه ۲۰۰۴      |
| ۱۱۷۰۳۸ | 2004 JS24    | ۱۵ مه ۲۰۰۴      |
| ۱۱۷۰۳۹ | 2004 JW24    | ۱۵ مه ۲۰۰۴      |
| ۱۱۷۰۴۰ | 2004 JV25    | ۱۵ مه ۲۰۰۴      |
| ۱۱۷۰۴۱ | 2004 JX25    | ۱۵ مه ۲۰۰۴      |
| ۱۱۷۰۴۲ | 2004 JF26    | ۱۵ مه ۲۰۰۴      |
| ۱۱۷۰۴۳ | 2004 JL26    | ۱۵ مه ۲۰۰۴      |
| ۱۱۷۰۴۴ | 2004 JX27    | ۱۵ مه ۲۰۰۴      |
| ۱۱۷۰۴۵ | 2004 JD30    | ۱۵ مه ۲۰۰۴      |
| ۱۱۷۰۴۶ | 2004 JL31    | ۱۵ مه ۲۰۰۴      |
| ۱۱۷۰۴۷ | 2004 JU31    | ۱۴ مه ۲۰۰۴      |
| ۱۱۷۰۴۸ | 2004 JT32    | ۱۵ مه ۲۰۰۴      |
| ۱۱۷۰۴۹ | 2004 JM33    | ۱۵ مه ۲۰۰۴      |
| ۱۱۷۰۵۰ | 2004 JR34    | ۱۵ مه ۲۰۰۴      |
| ۱۱۷۰۵۱ | 2004 JT37    | ۱۴ مه ۲۰۰۴      |
| ۱۱۷۰۵۲ | 2004 JA42    | ۱۵ مه ۲۰۰۴      |
| ۱۱۷۰۵۳ | 2004 JJ43    | ۱۵ مه ۲۰۰۴      |
| ۱۱۷۰۵۴ | 2004 JD44    | ۱۲ مه ۲۰۰۴      |
| ۱۱۷۰۵۵ | 2004 JT44    | ۱۵ مه ۲۰۰۴      |
| ۱۱۷۰۵۶ | 2004 JJ46    | ۱۳ مه ۲۰۰۴      |
| ۱۱۷۰۵۶ | 2004 KN      | ۱۶ مه ۲۰۰۴      |
| ۱۱۷۰۵۶ | 2004 KW      | ۱۷ مه ۲۰۰۴      |
| ۱۱۷۰۵۹ | 2004 KP1     | ۱۸ مه ۲۰۰۴      |
| ۱۱۷۰۶۰ | 2004 KD3     | ۱۶ مه ۲۰۰۴      |
| ۱۱۷۰۶۱ | 2004 KS3     | ۱۶ مه ۲۰۰۴      |
| ۱۱۷۰۶۲ | 2004 KT3     | ۱۶ مه ۲۰۰۴      |
| ۱۱۷۰۶۳ | 2004 KS4     | ۱۸ مه ۲۰۰۴      |
| ۱۱۷۰۶۴ | 2004 KM5     | ۱۶ مه ۲۰۰۴      |
| ۱۱۷۰۶۵ | 2004 KD9     | ۱۸ مه ۲۰۰۴      |
| ۱۱۷۰۶۶ | 2004 KR9     | ۱۹ مه ۲۰۰۴      |
| ۱۱۷۰۶۷ | 2004 KS10    | ۱۷ مه ۲۰۰۴      |
| ۱۱۷۰۶۸ | 2004 KP12    | ۲۲ مه ۲۰۰۴      |
| ۱۱۷۰۶۹ | 2004 KV12    | ۱۷ مه ۲۰۰۴      |
| ۱۱۷۰۷۰ | 2004 KE13    | ۱۸ مه ۲۰۰۴      |
| ۱۱۷۰۷۱ | 2004 KO13    | ۱۹ مه ۲۰۰۴      |
| ۱۱۷۰۷۲ | 2004 KU13    | ۲۲ مه ۲۰۰۴      |
| ۱۱۷۰۷۳ | 2004 KP14    | ۲۳ مه ۲۰۰۴      |
| ۱۱۷۰۷۴ | 2004 KS14    | ۲۳ مه ۲۰۰۴      |
| ۱۱۷۰۷۵ | 2004 KP15    | ۲۴ مه ۲۰۰۴      |
| ۱۱۷۰۷۶ | 2004 KM17    | ۱۹ مه ۲۰۰۴      |
| ۱۱۷۰۷۷ | 2004 LU2     | ۵ ژوئن ۲۰۰۴     |
| ۱۱۷۰۷۸ | 2004 LC3     | ۶ ژوئن ۲۰۰۴     |
| ۱۱۷۰۷۹ | 2004 LO3     | ۱۱ ژوئن ۲۰۰۴    |
| ۱۱۷۰۸۰ | 2004 LE9     | ۱۳ ژوئن ۲۰۰۴    |
| ۱۱۷۰۸۱ | 2004 LB11    | ۱۰ ژوئن ۲۰۰۴    |
| ۱۱۷۰۸۲ | 2004 LK11    | ۱۱ ژوئن ۲۰۰۴    |
| ۱۱۷۰۸۳ | 2004 LN16    | ۱۲ ژوئن ۲۰۰۴    |
| ۱۱۷۰۸۴ | 2004 LD17    | ۱۴ ژوئن ۲۰۰۴    |
| ۱۱۷۰۸۵ | 2004 LS17    | ۱۴ ژوئن ۲۰۰۴    |
| ۱۱۷۰۸۶ | Loczy        | ۸ ژوئن ۲۰۰۴     |
| ۱۱۷۰۸۷ | 2004 LP27    | ۱۳ ژوئن ۲۰۰۴    |
| ۱۱۷۰۸۸ | 2004 LG30    | ۱۳ ژوئن ۲۰۰۴    |
| ۱۱۷۰۸۹ | 2004 LK31    | ۱۲ ژوئن ۲۰۰۴    |
| ۱۱۷۰۹۰ | 2004 MF4     | ۱۶ ژوئن ۲۰۰۴    |
| ۱۱۷۰۹۱ | 2004 NU6     | ۱۱ ژوئیه ۲۰۰۴   |
| ۱۱۷۰۹۲ | 2004 NB7     | ۱۱ ژوئیه ۲۰۰۴   |
| ۱۱۷۰۹۳ | 2004 NE9     | ۱۲ ژوئیه ۲۰۰۴   |
| ۱۱۷۰۹۴ | 2004 NN15    | ۱۱ ژوئیه ۲۰۰۴   |
| ۱۱۷۰۹۵ | 2004 NS17    | ۱۲ ژوئیه ۲۰۰۴   |
| ۱۱۷۰۹۶ | 2004 NA22    | ۱۵ ژوئیه ۲۰۰۴   |
| ۱۱۷۰۹۷ | 2004 NJ22    | ۱۱ ژوئیه ۲۰۰۴   |
| ۱۱۷۰۹۸ | 2004 NF25    | ۱۵ ژوئیه ۲۰۰۴   |
| ۱۱۷۰۹۹ | 2004 NB27    | ۱۱ ژوئیه ۲۰۰۴   |
| ۱۱۷۱۰۰ | 2004 NL30    | ۱۴ ژوئیه ۲۰۰۴   |
| ۱۱۷۱۰۱ | 2004 OC1     | ۱۶ ژوئیه ۲۰۰۴   |
| ۱۱۷۱۰۲ | 2004 OF3     | ۱۶ ژوئیه ۲۰۰۴   |
| ۱۱۷۱۰۳ | 2004 OT3     | ۱۶ ژوئیه ۲۰۰۴   |
| ۱۱۷۱۰۴ | 2004 OB4     | ۱۷ ژوئیه ۲۰۰۴   |
| ۱۱۷۱۰۵ | 2004 OF5     | ۱۶ ژوئیه ۲۰۰۴   |
| ۱۱۷۱۰۶ | 2004 OT6     | ۱۶ ژوئیه ۲۰۰۴   |
| ۱۱۷۱۰۷ | 2004 OL10    | ۲۱ ژوئیه ۲۰۰۴   |
| ۱۱۷۱۰۸ | 2004 PU1     | ۶ اوت ۲۰۰۴      |
| ۱۱۷۱۰۹ | 2004 PA4     | ۳ اوت ۲۰۰۴      |
| ۱۱۷۱۱۰ | 2004 PE5     | ۶ اوت ۲۰۰۴      |
| ۱۱۷۱۱۱ | 2004 PR5     | ۶ اوت ۲۰۰۴      |
| ۱۱۷۱۱۲ | 2004 PH9     | ۶ اوت ۲۰۰۴      |
| ۱۱۷۱۱۳ | 2004 PG11    | ۷ اوت ۲۰۰۴      |
| ۱۱۷۱۱۴ | 2004 PU12    | ۷ اوت ۲۰۰۴      |
| ۱۱۷۱۱۵ | 2004 PV12    | ۷ اوت ۲۰۰۴      |
| ۱۱۷۱۱۶ | 2004 PV14    | ۷ اوت ۲۰۰۴      |
| ۱۱۷۱۱۷ | 2004 PJ16    | ۷ اوت ۲۰۰۴      |
| ۱۱۷۱۱۸ | 2004 PZ18    | ۸ اوت ۲۰۰۴      |
| ۱۱۷۱۱۹ | 2004 PE21    | ۷ اوت ۲۰۰۴      |
| ۱۱۷۱۲۰ | 2004 PF21    | ۷ اوت ۲۰۰۴      |
| ۱۱۷۱۲۱ | 2004 PY24    | ۸ اوت ۲۰۰۴      |
| ۱۱۷۱۲۲ | 2004 PZ34    | ۸ اوت ۲۰۰۴      |
| ۱۱۷۱۲۳ | 2004 PZ35    | ۸ اوت ۲۰۰۴      |
| ۱۱۷۱۲۴ | 2004 PA38    | ۹ اوت ۲۰۰۴      |
| ۱۱۷۱۲۵ | 2004 PF38    | ۹ اوت ۲۰۰۴      |
| ۱۱۷۱۲۶ | 2004 PN39    | ۹ اوت ۲۰۰۴      |
| ۱۱۷۱۲۷ | 2004 PQ40    | ۹ اوت ۲۰۰۴      |
| ۱۱۷۱۲۸ | 2004 PL47    | ۸ اوت ۲۰۰۴      |
| ۱۱۷۱۲۹ | 2004 PL51    | ۸ اوت ۲۰۰۴      |
| ۱۱۷۱۳۰ | 2004 PV58    | ۹ اوت ۲۰۰۴      |
| ۱۱۷۱۳۱ | 2004 PW60    | ۹ اوت ۲۰۰۴      |
| ۱۱۷۱۳۲ | 2004 PF61    | ۹ اوت ۲۰۰۴      |
| ۱۱۷۱۳۳ | 2004 PT64    | ۱۰ اوت ۲۰۰۴     |
| ۱۱۷۱۳۴ | 2004 PY69    | ۷ اوت ۲۰۰۴      |
| ۱۱۷۱۳۵ | 2004 PQ78    | ۹ اوت ۲۰۰۴      |
| ۱۱۷۱۳۶ | 2004 PO80    | ۹ اوت ۲۰۰۴      |
| ۱۱۷۱۳۷ | 2004 PF81    | ۱۰ اوت ۲۰۰۴     |
| ۱۱۷۱۳۸ | 2004 PS85    | ۱۰ اوت ۲۰۰۴     |
| ۱۱۷۱۳۹ | 2004 PV85    | ۱۰ اوت ۲۰۰۴     |
| ۱۱۷۱۴۰ | 2004 PX88    | ۸ اوت ۲۰۰۴      |
| ۱۱۷۱۴۱ | 2004 PA89    | ۸ اوت ۲۰۰۴      |
| ۱۱۷۱۴۲ | 2004 PK89    | ۹ اوت ۲۰۰۴      |
| ۱۱۷۱۴۳ | 2004 PE90    | ۱۰ اوت ۲۰۰۴     |
| ۱۱۷۱۴۴ | 2004 PF90    | ۱۰ اوت ۲۰۰۴     |
| ۱۱۷۱۴۵ | 2004 PA91    | ۱۰ اوت ۲۰۰۴     |
| ۱۱۷۱۴۶ | 2004 PB91    | ۱۰ اوت ۲۰۰۴     |
| ۱۱۷۱۴۷ | 2004 PZ97    | ۱۴ اوت ۲۰۰۴     |
| ۱۱۷۱۴۸ | 2004 PJ99    | ۱۰ اوت ۲۰۰۴     |
| ۱۱۷۱۴۹ | 2004 PW103   | ۱۲ اوت ۲۰۰۴     |
| ۱۱۷۱۵۰ | 2004 PC104   | ۱۲ اوت ۲۰۰۴     |
| ۱۱۷۱۵۱ | 2004 PL105   | ۱۲ اوت ۲۰۰۴     |
| ۱۱۷۱۵۲ | 2004 QO1     | ۱۶ اوت ۲۰۰۴     |
| ۱۱۷۱۵۳ | 2004 QC4     | ۱۹ اوت ۲۰۰۴     |
| ۱۱۷۱۵۴ | 2004 QG4     | ۱۹ اوت ۲۰۰۴     |
| ۱۱۷۱۵۵ | 2004 QT5     | ۱۷ اوت ۲۰۰۴     |
| ۱۱۷۱۵۶ | Altschwendt  | ۲۳ اوت ۲۰۰۴     |
| ۱۱۷۱۵۷ | 2004 QR9     | ۲۱ اوت ۲۰۰۴     |
| ۱۱۷۱۵۸ | 2004 QB11    | ۲۱ اوت ۲۰۰۴     |
| ۱۱۷۱۵۹ | 2004 QE12    | ۲۱ اوت ۲۰۰۴     |
| ۱۱۷۱۶۰ | 2004 QR17    | ۱۹ اوت ۲۰۰۴     |
| ۱۱۷۱۶۱ | 2004 QT17    | ۱۹ اوت ۲۰۰۴     |
| ۱۱۷۱۶۲ | 2004 QU19    | ۲۱ اوت ۲۰۰۴     |
| ۱۱۷۱۶۳ | 2004 QA20    | ۲۲ اوت ۲۰۰۴     |
| ۱۱۷۱۶۴ | 2004 RB3     | ۶ سپتامبر ۲۰۰۴  |
| ۱۱۷۱۶۵ | 2004 RZ4     | ۴ سپتامبر ۲۰۰۴  |
| ۱۱۷۱۶۶ | 2004 RU6     | ۵ سپتامبر ۲۰۰۴  |
| ۱۱۷۱۶۷ | 2004 RL12    | ۸ سپتامبر ۲۰۰۴  |
| ۱۱۷۱۶۸ | 2004 RX15    | ۷ سپتامبر ۲۰۰۴  |
| ۱۱۷۱۶۹ | 2004 RZ33    | ۷ سپتامبر ۲۰۰۴  |
| ۱۱۷۱۷۰ | 2004 RK36    | ۷ سپتامبر ۲۰۰۴  |
| ۱۱۷۱۷۱ | 2004 RD48    | ۸ سپتامبر ۲۰۰۴  |
| ۱۱۷۱۷۲ | 2004 RR50    | ۸ سپتامبر ۲۰۰۴  |
| ۱۱۷۱۷۳ | 2004 RK51    | ۸ سپتامبر ۲۰۰۴  |
| ۱۱۷۱۷۴ | 2004 RC59    | ۸ سپتامبر ۲۰۰۴  |
| ۱۱۷۱۷۵ | 2004 RF59    | ۸ سپتامبر ۲۰۰۴  |
| ۱۱۷۱۷۶ | 2004 RN59    | ۸ سپتامبر ۲۰۰۴  |
| ۱۱۷۱۷۷ | 2004 RR61    | ۸ سپتامبر ۲۰۰۴  |
| ۱۱۷۱۷۸ | 2004 RC65    | ۸ سپتامبر ۲۰۰۴  |
| ۱۱۷۱۷۹ | 2004 RH77    | ۸ سپتامبر ۲۰۰۴  |
| ۱۱۷۱۸۰ | 2004 RH78    | ۸ سپتامبر ۲۰۰۴  |
| ۱۱۷۱۸۱ | 2004 RP78    | ۸ سپتامبر ۲۰۰۴  |
| ۱۱۷۱۸۲ | 2004 RV78    | ۸ سپتامبر ۲۰۰۴  |
| ۱۱۷۱۸۳ | 2004 RY78    | ۸ سپتامبر ۲۰۰۴  |
| ۱۱۷۱۸۴ | 2004 RG79    | ۸ سپتامبر ۲۰۰۴  |
| ۱۱۷۱۸۵ | 2004 RS90    | ۸ سپتامبر ۲۰۰۴  |
| ۱۱۷۱۸۶ | 2004 RS94    | ۸ سپتامبر ۲۰۰۴  |
| ۱۱۷۱۸۷ | 2004 RH99    | ۸ سپتامبر ۲۰۰۴  |
| ۱۱۷۱۸۸ | 2004 RN136   | ۷ سپتامبر ۲۰۰۴  |
| ۱۱۷۱۸۹ | 2004 RB137   | ۸ سپتامبر ۲۰۰۴  |
| ۱۱۷۱۹۰ | 2004 RQ138   | ۸ سپتامبر ۲۰۰۴  |
| ۱۱۷۱۹۱ | 2004 RY139   | ۸ سپتامبر ۲۰۰۴  |
| ۱۱۷۱۹۲ | 2004 RE140   | ۸ سپتامبر ۲۰۰۴  |
| ۱۱۷۱۹۳ | 2004 RY151   | ۹ سپتامبر ۲۰۰۴  |
| ۱۱۷۱۹۴ | 2004 RJ153   | ۱۰ سپتامبر ۲۰۰۴ |
| ۱۱۷۱۹۵ | 2004 RL154   | ۱۰ سپتامبر ۲۰۰۴ |
| ۱۱۷۱۹۶ | 2004 RW165   | ۱۱ سپتامبر ۲۰۰۴ |
| ۱۱۷۱۹۷ | 2004 RR171   | ۹ سپتامبر ۲۰۰۴  |
| ۱۱۷۱۹۸ | 2004 RL173   | ۹ سپتامبر ۲۰۰۴  |
| ۱۱۷۱۹۹ | 2004 RM173   | ۹ سپتامبر ۲۰۰۴  |
| ۱۱۷۲۰۰ | 2004 RF176   | ۱۰ سپتامبر ۲۰۰۴ |
| ۱۱۷۲۰۱ | 2004 RB183   | ۱۰ سپتامبر ۲۰۰۴ |
| ۱۱۷۲۰۲ | 2004 RY187   | ۱۰ سپتامبر ۲۰۰۴ |
| ۱۱۷۲۰۳ | 2004 RH188   | ۱۰ سپتامبر ۲۰۰۴ |
| ۱۱۷۲۰۴ | 2004 RD192   | ۱۰ سپتامبر ۲۰۰۴ |
| ۱۱۷۲۰۵ | 2004 RO192   | ۱۰ سپتامبر ۲۰۰۴ |
| ۱۱۷۲۰۶ | 2004 RC193   | ۱۰ سپتامبر ۲۰۰۴ |
| ۱۱۷۲۰۷ | 2004 RH193   | ۱۰ سپتامبر ۲۰۰۴ |
| ۱۱۷۲۰۸ | 2004 RM194   | ۱۰ سپتامبر ۲۰۰۴ |
| ۱۱۷۲۰۹ | 2004 RH200   | ۱۰ سپتامبر ۲۰۰۴ |
| ۱۱۷۲۱۰ | 2004 RM200   | ۱۰ سپتامبر ۲۰۰۴ |
| ۱۱۷۲۱۱ | 2004 RO205   | ۸ سپتامبر ۲۰۰۴  |
| ۱۱۷۲۱۲ | 2004 RE214   | ۱۱ سپتامبر ۲۰۰۴ |
| ۱۱۷۲۱۳ | 2004 RK214   | ۱۱ سپتامبر ۲۰۰۴ |
| ۱۱۷۲۱۴ | 2004 RW216   | ۱۱ سپتامبر ۲۰۰۴ |
| ۱۱۷۲۱۵ | 2004 RO224   | ۸ سپتامبر ۲۰۰۴  |
| ۱۱۷۲۱۶ | 2004 RM236   | ۱۰ سپتامبر ۲۰۰۴ |
| ۱۱۷۲۱۷ | 2004 RA254   | ۶ سپتامبر ۲۰۰۴  |
| ۱۱۷۲۱۸ | 2004 RF255   | ۶ سپتامبر ۲۰۰۴  |
| ۱۱۷۲۱۹ | 2004 RF266   | ۱۰ سپتامبر ۲۰۰۴ |
| ۱۱۷۲۲۰ | 2004 RV306   | ۱۲ سپتامبر ۲۰۰۴ |
| ۱۱۷۲۲۱ | 2004 RL307   | ۱۳ سپتامبر ۲۰۰۴ |
| ۱۱۷۲۲۲ | 2004 RD308   | ۱۳ سپتامبر ۲۰۰۴ |
| ۱۱۷۲۲۳ | 2004 RP311   | ۱۴ سپتامبر ۲۰۰۴ |
| ۱۱۷۲۲۴ | 2004 RP322   | ۱۳ سپتامبر ۲۰۰۴ |
| ۱۱۷۲۲۵ | 2004 RW325   | ۱۳ سپتامبر ۲۰۰۴ |
| ۱۱۷۲۲۶ | 2004 RZ325   | ۱۳ سپتامبر ۲۰۰۴ |
| ۱۱۷۲۲۷ | 2004 RG326   | ۱۳ سپتامبر ۲۰۰۴ |
| ۱۱۷۲۲۸ | 2004 RN328   | ۱۵ سپتامبر ۲۰۰۴ |
| ۱۱۷۲۲۹ | 2004 RP329   | ۱۵ سپتامبر ۲۰۰۴ |
| ۱۱۷۲۳۰ | 2004 RC338   | ۱۵ سپتامبر ۲۰۰۴ |
| ۱۱۷۲۳۱ | 2004 RY341   | ۹ سپتامبر ۲۰۰۴  |
| ۱۱۷۲۳۲ | 2004 SN2     | ۱۶ سپتامبر ۲۰۰۴ |
| ۱۱۷۲۳۳ | 2004 SG9     | ۱۶ سپتامبر ۲۰۰۴ |
| ۱۱۷۲۳۴ | 2004 SO11    | ۱۶ سپتامبر ۲۰۰۴ |
| ۱۱۷۲۳۵ | 2004 SM12    | ۱۷ سپتامبر ۲۰۰۴ |
| ۱۱۷۲۳۶ | 2004 SU14    | ۱۷ سپتامبر ۲۰۰۴ |
| ۱۱۷۲۳۷ | 2004 SY14    | ۱۷ سپتامبر ۲۰۰۴ |
| ۱۱۷۲۳۸ | 2004 SQ17    | ۱۷ سپتامبر ۲۰۰۴ |
| ۱۱۷۲۳۹ | 2004 SM18    | ۱۷ سپتامبر ۲۰۰۴ |
| ۱۱۷۲۴۰ | Zhytomyr     | ۱۹ سپتامبر ۲۰۰۴ |
| ۱۱۷۲۴۱ | 2004 SS20    | ۱۷ سپتامبر ۲۰۰۴ |
| ۱۱۷۲۴۲ | 2004 SF21    | ۲۱ سپتامبر ۲۰۰۴ |
| ۱۱۷۲۴۳ | 2004 SU25    | ۲۲ سپتامبر ۲۰۰۴ |
| ۱۱۷۲۴۴ | 2004 SG29    | ۱۷ سپتامبر ۲۰۰۴ |
| ۱۱۷۲۴۵ | 2004 SC32    | ۱۷ سپتامبر ۲۰۰۴ |
| ۱۱۷۲۴۶ | 2004 SN33    | ۱۷ سپتامبر ۲۰۰۴ |
| ۱۱۷۲۴۷ | 2004 SO33    | ۱۷ سپتامبر ۲۰۰۴ |
| ۱۱۷۲۴۸ | 2004 SN38    | ۱۷ سپتامبر ۲۰۰۴ |
| ۱۱۷۲۴۹ | 2004 SW38    | ۱۷ سپتامبر ۲۰۰۴ |
| ۱۱۷۲۵۰ | 2004 ST39    | ۱۷ سپتامبر ۲۰۰۴ |
| ۱۱۷۲۵۱ | 2004 SD41    | ۱۷ سپتامبر ۲۰۰۴ |
| ۱۱۷۲۵۲ | 2004 SJ41    | ۱۷ سپتامبر ۲۰۰۴ |
| ۱۱۷۲۵۳ | 2004 ST45    | ۱۸ سپتامبر ۲۰۰۴ |
| ۱۱۷۲۵۴ | 2004 SV45    | ۱۸ سپتامبر ۲۰۰۴ |
| ۱۱۷۲۵۵ | 2004 SJ46    | ۱۸ سپتامبر ۲۰۰۴ |
| ۱۱۷۲۵۶ | 2004 SQ50    | ۲۲ سپتامبر ۲۰۰۴ |
| ۱۱۷۲۵۷ | 2004 SV53    | ۲۲ سپتامبر ۲۰۰۴ |
| ۱۱۷۲۵۸ | 2004 SL54    | ۲۲ سپتامبر ۲۰۰۴ |
| ۱۱۷۲۵۹ | 2004 SW54    | ۲۲ سپتامبر ۲۰۰۴ |
| ۱۱۷۲۶۰ | 2004 SD55    | ۲۲ سپتامبر ۲۰۰۴ |
| ۱۱۷۲۶۱ | 2004 SS57    | ۱۶ سپتامبر ۲۰۰۴ |
| ۱۱۷۲۶۲ | 2004 ST57    | ۱۶ سپتامبر ۲۰۰۴ |
| ۱۱۷۲۶۳ | 2004 SB58    | ۱۶ سپتامبر ۲۰۰۴ |
| ۱۱۷۲۶۴ | 2004 SJ59    | ۲۲ سپتامبر ۲۰۰۴ |
| ۱۱۷۲۶۵ | 2004 TH1     | ۴ اکتبر ۲۰۰۴    |
| ۱۱۷۲۶۶ | 2004 TO7     | ۵ اکتبر ۲۰۰۴    |
| ۱۱۷۲۶۷ | 2004 TA16    | ۶ اکتبر ۲۰۰۴    |
| ۱۱۷۲۶۸ | 2004 TK52    | ۴ اکتبر ۲۰۰۴    |
| ۱۱۷۲۶۹ | 2004 TX53    | ۴ اکتبر ۲۰۰۴    |
| ۱۱۷۲۷۰ | 2004 TT100   | ۶ اکتبر ۲۰۰۴    |
| ۱۱۷۲۷۱ | 2004 TY102   | ۶ اکتبر ۲۰۰۴    |
| ۱۱۷۲۷۲ | 2004 TJ109   | ۷ اکتبر ۲۰۰۴    |
| ۱۱۷۲۷۳ | 2004 TX109   | ۷ اکتبر ۲۰۰۴    |
| ۱۱۷۲۷۴ | 2004 TR110   | ۷ اکتبر ۲۰۰۴    |
| ۱۱۷۲۷۵ | 2004 TC113   | ۷ اکتبر ۲۰۰۴    |
| ۱۱۷۲۷۶ | 2004 TQ118   | ۵ اکتبر ۲۰۰۴    |
| ۱۱۷۲۷۷ | 2004 TX118   | ۶ اکتبر ۲۰۰۴    |
| ۱۱۷۲۷۸ | 2004 TQ120   | ۶ اکتبر ۲۰۰۴    |
| ۱۱۷۲۷۹ | 2004 TM121   | ۷ اکتبر ۲۰۰۴    |
| ۱۱۷۲۸۰ | 2004 TW121   | ۷ اکتبر ۲۰۰۴    |
| ۱۱۷۲۸۱ | 2004 TX130   | ۷ اکتبر ۲۰۰۴    |
| ۱۱۷۲۸۲ | 2004 TT139   | ۹ اکتبر ۲۰۰۴    |
| ۱۱۷۲۸۳ | 2004 TQ168   | ۷ اکتبر ۲۰۰۴    |
| ۱۱۷۲۸۴ | 2004 TA170   | ۷ اکتبر ۲۰۰۴    |
| ۱۱۷۲۸۵ | 2004 TK173   | ۸ اکتبر ۲۰۰۴    |
| ۱۱۷۲۸۶ | 2004 TJ208   | ۷ اکتبر ۲۰۰۴    |
| ۱۱۷۲۸۷ | 2004 TS221   | ۷ اکتبر ۲۰۰۴    |
| ۱۱۷۲۸۸ | 2004 TU221   | ۷ اکتبر ۲۰۰۴    |
| ۱۱۷۲۸۹ | 2004 TV240   | ۱۰ اکتبر ۲۰۰۴   |
| ۱۱۷۲۹۰ | 2004 TW247   | ۷ اکتبر ۲۰۰۴    |
| ۱۱۷۲۹۱ | 2004 TK287   | ۹ اکتبر ۲۰۰۴    |
| ۱۱۷۲۹۲ | 2004 TP287   | ۹ اکتبر ۲۰۰۴    |
| ۱۱۷۲۹۳ | 2004 TC328   | ۴ اکتبر ۲۰۰۴    |
| ۱۱۷۲۹۴ | 2004 TY338   | ۱۲ اکتبر ۲۰۰۴   |
| ۱۱۷۲۹۵ | 2004 TD355   | ۷ اکتبر ۲۰۰۴    |
| ۱۱۷۲۹۶ | 2004 UP7     | ۲۱ اکتبر ۲۰۰۴   |
| ۱۱۷۲۹۷ | 2004 UH8     | ۲۱ اکتبر ۲۰۰۴   |
| ۱۱۷۲۹۸ | 2004 UX9     | ۲۰ اکتبر ۲۰۰۴   |
| ۱۱۷۲۹۹ | 2004 UC10    | ۱۹ اکتبر ۲۰۰۴   |
| ۱۱۷۳۰۰ | 2004 VG2     | ۲ نوامبر ۲۰۰۴   |
| ۱۱۷۳۰۱ | 2004 VX4     | ۳ نوامبر ۲۰۰۴   |
| ۱۱۷۳۰۲ | 2004 VP5     | ۳ نوامبر ۲۰۰۴   |
| ۱۱۷۳۰۳ | 2004 VB10    | ۳ نوامبر ۲۰۰۴   |
| ۱۱۷۳۰۴ | 2004 VR12    | ۳ نوامبر ۲۰۰۴   |
| ۱۱۷۳۰۵ | 2004 VU15    | ۱ نوامبر ۲۰۰۴   |
| ۱۱۷۳۰۶ | 2004 VF21    | ۴ نوامبر ۲۰۰۴   |
| ۱۱۷۳۰۷ | 2004 VY21    | ۴ نوامبر ۲۰۰۴   |
| ۱۱۷۳۰۸ | 2004 VQ22    | ۴ نوامبر ۲۰۰۴   |
| ۱۱۷۳۰۹ | 2004 VT22    | ۴ نوامبر ۲۰۰۴   |
| ۱۱۷۳۱۰ | 2004 VA23    | ۵ نوامبر ۲۰۰۴   |
| ۱۱۷۳۱۱ | 2004 VD23    | ۵ نوامبر ۲۰۰۴   |
| ۱۱۷۳۱۲ | 2004 VO24    | ۳ نوامبر ۲۰۰۴   |
| ۱۱۷۳۱۳ | 2004 VR26    | ۴ نوامبر ۲۰۰۴   |
| ۱۱۷۳۱۴ | 2004 VD40    | ۴ نوامبر ۲۰۰۴   |
| ۱۱۷۳۱۵ | 2004 VO55    | ۴ نوامبر ۲۰۰۴   |
| ۱۱۷۳۱۶ | 2004 VM57    | ۵ نوامبر ۲۰۰۴   |
| ۱۱۷۳۱۷ | 2004 VL59    | ۹ نوامبر ۲۰۰۴   |
| ۱۱۷۳۱۸ | 2004 VO62    | ۶ نوامبر ۲۰۰۴   |
| ۱۱۷۳۱۹ | 2004 VR64    | ۱۰ نوامبر ۲۰۰۴  |
| ۱۱۷۳۲۰ | 2004 VS64    | ۱۰ نوامبر ۲۰۰۴  |
| ۱۱۷۳۲۱ | 2004 VU64    | ۱۰ نوامبر ۲۰۰۴  |
| ۱۱۷۳۲۲ | 2004 VJ72    | ۴ نوامبر ۲۰۰۴   |
| ۱۱۷۳۲۳ | 2004 VE78    | ۱۲ نوامبر ۲۰۰۴  |
| ۱۱۷۳۲۴ | 2004 WW4     | ۱۸ نوامبر ۲۰۰۴  |
| ۱۱۷۳۲۵ | 2004 WU8     | ۱۸ نوامبر ۲۰۰۴  |
| ۱۱۷۳۲۶ | 2004 WV8     | ۱۸ نوامبر ۲۰۰۴  |
| ۱۱۷۳۲۷ | 2004 WD9     | ۱۹ نوامبر ۲۰۰۴  |
| ۱۱۷۳۲۸ | 2004 WH9     | ۲۱ نوامبر ۲۰۰۴  |
| ۱۱۷۳۲۹ | Spencer      | ۹ دسامبر ۲۰۰۴   |
| ۱۱۷۳۳۰ | 2004 XF8     | ۲ دسامبر ۲۰۰۴   |
| ۱۱۷۳۳۱ | 2004 XF10    | ۲ دسامبر ۲۰۰۴   |
| ۱۱۷۳۳۲ | 2004 XX10    | ۳ دسامبر ۲۰۰۴   |
| ۱۱۷۳۳۳ | 2004 XF11    | ۳ دسامبر ۲۰۰۴   |
| ۱۱۷۳۳۴ | 2004 XK11    | ۳ دسامبر ۲۰۰۴   |
| ۱۱۷۳۳۵ | 2004 XT11    | ۷ دسامبر ۲۰۰۴   |
| ۱۱۷۳۳۶ | 2004 XP15    | ۹ دسامبر ۲۰۰۴   |
| ۱۱۷۳۳۷ | 2004 XD17    | ۳ دسامبر ۲۰۰۴   |
| ۱۱۷۳۳۸ | 2004 XF18    | ۸ دسامبر ۲۰۰۴   |
| ۱۱۷۳۳۹ | 2004 XO20    | ۸ دسامبر ۲۰۰۴   |
| ۱۱۷۳۴۰ | 2004 XM23    | ۸ دسامبر ۲۰۰۴   |
| ۱۱۷۳۴۱ | 2004 XU26    | ۱۰ دسامبر ۲۰۰۴  |
| ۱۱۷۳۴۲ | 2004 XJ38    | ۷ دسامبر ۲۰۰۴   |
| ۱۱۷۳۴۳ | 2004 XR38    | ۷ دسامبر ۲۰۰۴   |
| ۱۱۷۳۴۴ | 2004 XY40    | ۱۱ دسامبر ۲۰۰۴  |
| ۱۱۷۳۴۵ | 2004 XO41    | ۱۱ دسامبر ۲۰۰۴  |
| ۱۱۷۳۴۶ | 2004 XB48    | ۹ دسامبر ۲۰۰۴   |
| ۱۱۷۳۴۷ | 2004 XF48    | ۱۰ دسامبر ۲۰۰۴  |
| ۱۱۷۳۴۸ | 2004 XF49    | ۱۱ دسامبر ۲۰۰۴  |
| ۱۱۷۳۴۹ | 2004 XN61    | ۱۱ دسامبر ۲۰۰۴  |
| ۱۱۷۳۵۰ | 2004 XL62    | ۱۳ دسامبر ۲۰۰۴  |
| ۱۱۷۳۵۱ | 2004 XE63    | ۹ دسامبر ۲۰۰۴   |
| ۱۱۷۳۵۲ | 2004 XQ69    | ۱۰ دسامبر ۲۰۰۴  |
| ۱۱۷۳۵۳ | 2004 XS73    | ۱۱ دسامبر ۲۰۰۴  |
| ۱۱۷۳۵۴ | 2004 XQ75    | ۹ دسامبر ۲۰۰۴   |
| ۱۱۷۳۵۵ | 2004 XT86    | ۱۴ دسامبر ۲۰۰۴  |
| ۱۱۷۳۵۶ | 2004 XB87    | ۹ دسامبر ۲۰۰۴   |
| ۱۱۷۳۵۷ | 2004 XG88    | ۱۰ دسامبر ۲۰۰۴  |
| ۱۱۷۳۵۸ | 2004 XJ95    | ۱۱ دسامبر ۲۰۰۴  |
| ۱۱۷۳۵۹ | 2004 XS102   | ۱۳ دسامبر ۲۰۰۴  |
| ۱۱۷۳۶۰ | 2004 XC103   | ۱۴ دسامبر ۲۰۰۴  |
| ۱۱۷۳۶۱ | 2004 XV103   | ۹ دسامبر ۲۰۰۴   |
| ۱۱۷۳۶۲ | 2004 XW103   | ۹ دسامبر ۲۰۰۴   |
| ۱۱۷۳۶۳ | 2004 XX104   | ۱۰ دسامبر ۲۰۰۴  |
| ۱۱۷۳۶۴ | 2004 XM105   | ۱۱ دسامبر ۲۰۰۴  |
| ۱۱۷۳۶۵ | 2004 XR106   | ۱۱ دسامبر ۲۰۰۴  |
| ۱۱۷۳۶۶ | 2004 XK107   | ۱۱ دسامبر ۲۰۰۴  |
| ۱۱۷۳۶۷ | 2004 XO107   | ۱۱ دسامبر ۲۰۰۴  |
| ۱۱۷۳۶۸ | 2004 XY119   | ۱۲ دسامبر ۲۰۰۴  |
| ۱۱۷۳۶۹ | 2004 XL121   | ۱۴ دسامبر ۲۰۰۴  |
| ۱۱۷۳۷۰ | 2004 XC129   | ۱۴ دسامبر ۲۰۰۴  |
| ۱۱۷۳۷۱ | 2004 XK144   | ۱۲ دسامبر ۲۰۰۴  |
| ۱۱۷۳۷۲ | 2004 XH145   | ۱۳ دسامبر ۲۰۰۴  |
| ۱۱۷۳۷۳ | 2004 XL145   | ۱۳ دسامبر ۲۰۰۴  |
| ۱۱۷۳۷۴ | 2004 XQ147   | ۱۳ دسامبر ۲۰۰۴  |
| ۱۱۷۳۷۵ | 2004 XY148   | ۱۴ دسامبر ۲۰۰۴  |
| ۱۱۷۳۷۶ | 2004 XP157   | ۱۴ دسامبر ۲۰۰۴  |
| ۱۱۷۳۷۷ | 2004 XW158   | ۱۴ دسامبر ۲۰۰۴  |
| ۱۱۷۳۷۸ | 2004 XZ163   | ۳ دسامبر ۲۰۰۴   |
| ۱۱۷۳۷۹ | 2004 XW169   | ۹ دسامبر ۲۰۰۴   |
| ۱۱۷۳۸۰ | 2004 XT174   | ۱۱ دسامبر ۲۰۰۴  |
| ۱۱۷۳۸۱ | Lindaweiland | ۱۸ دسامبر ۲۰۰۴  |
| ۱۱۷۳۸۲ | 2004 YE2     | ۱۶ دسامبر ۲۰۰۴  |
| ۱۱۷۳۸۳ | 2004 YD4     | ۱۶ دسامبر ۲۰۰۴  |
| ۱۱۷۳۸۴ | 2004 YD16    | ۱۸ دسامبر ۲۰۰۴  |
| ۱۱۷۳۸۵ | 2004 YN20    | ۱۸ دسامبر ۲۰۰۴  |
| ۱۱۷۳۸۶ | 2004 YV20    | ۱۸ دسامبر ۲۰۰۴  |
| ۱۱۷۳۸۷ | 2004 YP21    | ۱۸ دسامبر ۲۰۰۴  |
| ۱۱۷۳۸۸ | 2004 YB23    | ۱۸ دسامبر ۲۰۰۴  |
| ۱۱۷۳۸۹ | 2004 YD23    | ۱۸ دسامبر ۲۰۰۴  |
| ۱۱۷۳۹۰ | 2004 YK26    | ۱۹ دسامبر ۲۰۰۴  |
| ۱۱۷۳۹۱ | 2004 YD31    | ۱۸ دسامبر ۲۰۰۴  |
| ۱۱۷۳۹۲ | 2004 YV31    | ۱۹ دسامبر ۲۰۰۴  |
| ۱۱۷۳۹۳ | 2004 YO32    | ۲۱ دسامبر ۲۰۰۴  |
| ۱۱۷۳۹۴ | 2004 YS33    | ۱۶ دسامبر ۲۰۰۴  |
| ۱۱۷۳۹۵ | 2004 YL35    | ۲۱ دسامبر ۲۰۰۴  |
| ۱۱۷۳۹۶ | 2005 AJ1     | ۱ ژانویه ۲۰۰۵   |
| ۱۱۷۳۹۷ | 2005 AW1     | ۱ ژانویه ۲۰۰۵   |
| ۱۱۷۳۹۸ | 2005 AZ2     | ۶ ژانویه ۲۰۰۵   |
| ۱۱۷۳۹۹ | 2005 AO7     | ۶ ژانویه ۲۰۰۵   |
| ۱۱۷۴۰۰ | 2005 AA8     | ۶ ژانویه ۲۰۰۵   |
| ۱۱۷۴۰۱ | 2005 AL8     | ۶ ژانویه ۲۰۰۵   |
| ۱۱۷۴۰۲ | 2005 AM8     | ۶ ژانویه ۲۰۰۵   |
| ۱۱۷۴۰۳ | 2005 AO8     | ۶ ژانویه ۲۰۰۵   |
| ۱۱۷۴۰۴ | 2005 AC9     | ۷ ژانویه ۲۰۰۵   |
| ۱۱۷۴۰۵ | 2005 AY9     | ۶ ژانویه ۲۰۰۵   |
| ۱۱۷۴۰۶ | 2005 AF10    | ۷ ژانویه ۲۰۰۵   |
| ۱۱۷۴۰۷ | 2005 AD11    | ۱ ژانویه ۲۰۰۵   |
| ۱۱۷۴۰۸ | 2005 AL11    | ۱ ژانویه ۲۰۰۵   |
| ۱۱۷۴۰۹ | 2005 AO11    | ۱ ژانویه ۲۰۰۵   |
| ۱۱۷۴۱۰ | 2005 AY11    | ۶ ژانویه ۲۰۰۵   |
| ۱۱۷۴۱۱ | 2005 AH12    | ۶ ژانویه ۲۰۰۵   |
| ۱۱۷۴۱۲ | 2005 AJ12    | ۶ ژانویه ۲۰۰۵   |
| ۱۱۷۴۱۳ | Ramonycajal  | ۸ ژانویه ۲۰۰۵   |
| ۱۱۷۴۱۴ | 2005 AG14    | ۹ ژانویه ۲۰۰۵   |
| ۱۱۷۴۱۵ | 2005 AY14    | ۶ ژانویه ۲۰۰۵   |
| ۱۱۷۴۱۶ | 2005 AC15    | ۶ ژانویه ۲۰۰۵   |
| ۱۱۷۴۱۷ | 2005 AS15    | ۶ ژانویه ۲۰۰۵   |
| ۱۱۷۴۱۸ | 2005 AE16    | ۶ ژانویه ۲۰۰۵   |
| ۱۱۷۴۱۹ | 2005 AD17    | ۶ ژانویه ۲۰۰۵   |
| ۱۱۷۴۲۰ | 2005 AM17    | ۶ ژانویه ۲۰۰۵   |
| ۱۱۷۴۲۱ | 2005 AA18    | ۶ ژانویه ۲۰۰۵   |
| ۱۱۷۴۲۲ | 2005 AG18    | ۶ ژانویه ۲۰۰۵   |
| ۱۱۷۴۲۳ | 2005 AP18    | ۷ ژانویه ۲۰۰۵   |
| ۱۱۷۴۲۴ | 2005 AX19    | ۶ ژانویه ۲۰۰۵   |
| ۱۱۷۴۲۵ | 2005 AK20    | ۶ ژانویه ۲۰۰۵   |
| ۱۱۷۴۲۶ | 2005 AM20    | ۶ ژانویه ۲۰۰۵   |
| ۱۱۷۴۲۷ | 2005 AY21    | ۶ ژانویه ۲۰۰۵   |
| ۱۱۷۴۲۸ | 2005 AS22    | ۷ ژانویه ۲۰۰۵   |
| ۱۱۷۴۲۹ | 2005 AR25    | ۱۱ ژانویه ۲۰۰۵  |
| ۱۱۷۴۳۰ | Achosyx      | ۱۳ ژانویه ۲۰۰۵  |
| ۱۱۷۴۳۱ | 2005 AL28    | ۱۳ ژانویه ۲۰۰۵  |
| ۱۱۷۴۳۲ | 2005 AQ28    | ۷ ژانویه ۲۰۰۵   |
| ۱۱۷۴۳۳ | 2005 AC29    | ۱۵ ژانویه ۲۰۰۵  |
| ۱۱۷۴۳۴ | 2005 AE29    | ۱۳ ژانویه ۲۰۰۵  |
| ۱۱۷۴۳۵ | Severochoa   | ۱۴ ژانویه ۲۰۰۵  |
| ۱۱۷۴۳۶ | 2005 AU30    | ۹ ژانویه ۲۰۰۵   |
| ۱۱۷۴۳۷ | 2005 AW30    | ۹ ژانویه ۲۰۰۵   |
| ۱۱۷۴۳۸ | 2005 AX35    | ۱۳ ژانویه ۲۰۰۵  |
| ۱۱۷۴۳۹ | Rosner       | ۱۳ ژانویه ۲۰۰۵  |
| ۱۱۷۴۴۰ | 2005 AM37    | ۱۳ ژانویه ۲۰۰۵  |
| ۱۱۷۴۴۱ | 2005 AY38    | ۱۳ ژانویه ۲۰۰۵  |
| ۱۱۷۴۴۲ | 2005 AP39    | ۱۳ ژانویه ۲۰۰۵  |
| ۱۱۷۴۴۳ | 2005 AW42    | ۱۵ ژانویه ۲۰۰۵  |
| ۱۱۷۴۴۴ | 2005 AJ43    | ۱۵ ژانویه ۲۰۰۵  |
| ۱۱۷۴۴۵ | 2005 AB45    | ۱۵ ژانویه ۲۰۰۵  |
| ۱۱۷۴۴۶ | 2005 AV45    | ۱۱ ژانویه ۲۰۰۵  |
| ۱۱۷۴۴۷ | 2005 AX46    | ۱۱ ژانویه ۲۰۰۵  |
| ۱۱۷۴۴۸ | 2005 AY46    | ۱۱ ژانویه ۲۰۰۵  |
| ۱۱۷۴۴۹ | 2005 AB47    | ۱۲ ژانویه ۲۰۰۵  |
| ۱۱۷۴۵۰ | 2005 AD47    | ۱۲ ژانویه ۲۰۰۵  |
| ۱۱۷۴۵۱ | 2005 AA50    | ۱۳ ژانویه ۲۰۰۵  |
| ۱۱۷۴۵۲ | 2005 AV55    | ۱۵ ژانویه ۲۰۰۵  |
| ۱۱۷۴۵۳ | 2005 AG58    | ۱۵ ژانویه ۲۰۰۵  |
| ۱۱۷۴۵۴ | 2005 AG59    | ۱۵ ژانویه ۲۰۰۵  |
| ۱۱۷۴۵۵ | 2005 AL61    | ۱۵ ژانویه ۲۰۰۵  |
| ۱۱۷۴۵۶ | 2005 AL68    | ۱۳ ژانویه ۲۰۰۵  |
| ۱۱۷۴۵۷ | 2005 AU68    | ۱۳ ژانویه ۲۰۰۵  |
| ۱۱۷۴۵۸ | 2005 AN71    | ۱۵ ژانویه ۲۰۰۵  |
| ۱۱۷۴۵۹ | 2005 AB74    | ۱۵ ژانویه ۲۰۰۵  |
| ۱۱۷۴۶۰ | 2005 AM74    | ۱۵ ژانویه ۲۰۰۵  |
| ۱۱۷۴۶۱ | 2005 AO79    | ۱۵ ژانویه ۲۰۰۵  |
| ۱۱۷۴۶۲ | 2005 BK3     | ۱۶ ژانویه ۲۰۰۵  |
| ۱۱۷۴۶۳ | 2005 BQ7     | ۱۶ ژانویه ۲۰۰۵  |
| ۱۱۷۴۶۴ | 2005 BT8     | ۱۶ ژانویه ۲۰۰۵  |
| ۱۱۷۴۶۵ | 2005 BJ9     | ۱۶ ژانویه ۲۰۰۵  |
| ۱۱۷۴۶۶ | 2005 BO9     | ۱۶ ژانویه ۲۰۰۵  |
| ۱۱۷۴۶۷ | 2005 BE11    | ۱۶ ژانویه ۲۰۰۵  |
| ۱۱۷۴۶۸ | 2005 BH11    | ۱۶ ژانویه ۲۰۰۵  |
| ۱۱۷۴۶۹ | 2005 BO11    | ۱۶ ژانویه ۲۰۰۵  |
| ۱۱۷۴۷۰ | 2005 BQ11    | ۱۶ ژانویه ۲۰۰۵  |
| ۱۱۷۴۷۱ | 2005 BK13    | ۱۷ ژانویه ۲۰۰۵  |
| ۱۱۷۴۷۲ | 2005 BQ13    | ۱۷ ژانویه ۲۰۰۵  |
| ۱۱۷۴۷۳ | 2005 BS13    | ۱۷ ژانویه ۲۰۰۵  |
| ۱۱۷۴۷۴ | 2005 BE18    | ۱۶ ژانویه ۲۰۰۵  |
| ۱۱۷۴۷۵ | 2005 BK22    | ۱۶ ژانویه ۲۰۰۵  |
| ۱۱۷۴۷۶ | 2005 BP22    | ۱۶ ژانویه ۲۰۰۵  |
| ۱۱۷۴۷۷ | 2005 BC25    | ۱۷ ژانویه ۲۰۰۵  |
| ۱۱۷۴۷۸ | 2005 BD26    | ۱۸ ژانویه ۲۰۰۵  |
| ۱۱۷۴۷۹ | 2005 BT26    | ۱۹ ژانویه ۲۰۰۵  |
| ۱۱۷۴۸۰ | 2005 BO28    | ۳۱ ژانویه ۲۰۰۵  |
| ۱۱۷۴۸۱ | 2005 BD44    | ۳۱ ژانویه ۲۰۰۵  |
| ۱۱۷۴۸۲ | 2005 CD2     | ۱ فوریه ۲۰۰۵    |
| ۱۱۷۴۸۳ | 2005 CZ3     | ۱ فوریه ۲۰۰۵    |
| ۱۱۷۴۸۴ | 2005 CE6     | ۱ فوریه ۲۰۰۵    |
| ۱۱۷۴۸۵ | 2005 CZ9     | ۱ فوریه ۲۰۰۵    |
| ۱۱۷۴۸۶ | 2005 CN10    | ۱ فوریه ۲۰۰۵    |
| ۱۱۷۴۸۷ | 2005 CM13    | ۲ فوریه ۲۰۰۵    |
| ۱۱۷۴۸۸ | 2005 CT14    | ۲ فوریه ۲۰۰۵    |
| ۱۱۷۴۸۹ | 2005 CB16    | ۲ فوریه ۲۰۰۵    |
| ۱۱۷۴۹۰ | 2005 CE16    | ۲ فوریه ۲۰۰۵    |
| ۱۱۷۴۹۱ | 2005 CC17    | ۲ فوریه ۲۰۰۵    |
| ۱۱۷۴۹۲ | 2005 CK18    | ۲ فوریه ۲۰۰۵    |
| ۱۱۷۴۹۳ | 2005 CP19    | ۲ فوریه ۲۰۰۵    |
| ۱۱۷۴۹۴ | 2005 CU19    | ۲ فوریه ۲۰۰۵    |
| ۱۱۷۴۹۵ | 2005 CY19    | ۲ فوریه ۲۰۰۵    |
| ۱۱۷۴۹۶ | 2005 CD20    | ۲ فوریه ۲۰۰۵    |
| ۱۱۷۴۹۷ | 2005 CL20    | ۲ فوریه ۲۰۰۵    |
| ۱۱۷۴۹۸ | 2005 CJ21    | ۲ فوریه ۲۰۰۵    |
| ۱۱۷۴۹۹ | 2005 CQ21    | ۲ فوریه ۲۰۰۵    |
| ۱۱۷۵۰۰ | 2005 CY21    | ۳ فوریه ۲۰۰۵    |
| ۱۱۷۵۰۱ | 2005 CQ22    | ۱ فوریه ۲۰۰۵    |
| ۱۱۷۵۰۲ | 2005 CW22    | ۱ فوریه ۲۰۰۵    |
| ۱۱۷۵۰۳ | 2005 CA23    | ۱ فوریه ۲۰۰۵    |
| ۱۱۷۵۰۴ | 2005 CD23    | ۱ فوریه ۲۰۰۵    |
| ۱۱۷۵۰۵ | 2005 CG25    | ۴ فوریه ۲۰۰۵    |
| ۱۱۷۵۰۶ | Wildberg     | ۵ فوریه ۲۰۰۵    |
| ۱۱۷۵۰۷ | 2005 CT25    | ۱ فوریه ۲۰۰۵    |
| ۱۱۷۵۰۸ | 2005 CA36    | ۳ فوریه ۲۰۰۵    |
| ۱۱۷۵۰۹ | 2005 CV36    | ۳ فوریه ۲۰۰۵    |
| ۱۱۷۵۱۰ | 2005 CE40    | ۵ فوریه ۲۰۰۵    |
| ۱۱۷۵۱۱ | 2005 CD41    | ۵ فوریه ۲۰۰۵    |
| ۱۱۷۵۱۲ | 2005 CZ42    | ۲ فوریه ۲۰۰۵    |
| ۱۱۷۵۱۳ | 2005 CA43    | ۲ فوریه ۲۰۰۵    |
| ۱۱۷۵۱۴ | 2005 CD49    | ۲ فوریه ۲۰۰۵    |
| ۱۱۷۵۱۵ | 2005 CH49    | ۲ فوریه ۲۰۰۵    |
| ۱۱۷۵۱۶ | 2005 CJ49    | ۲ فوریه ۲۰۰۵    |
| ۱۱۷۵۱۷ | 2005 CE50    | ۲ فوریه ۲۰۰۵    |
| ۱۱۷۵۱۸ | 2005 CW50    | ۲ فوریه ۲۰۰۵    |
| ۱۱۷۵۱۹ | 2005 CM51    | ۲ فوریه ۲۰۰۵    |
| ۱۱۷۵۲۰ | 2005 CP51    | ۲ فوریه ۲۰۰۵    |
| ۱۱۷۵۲۱ | 2005 CU51    | ۲ فوریه ۲۰۰۵    |
| ۱۱۷۵۲۲ | 2005 CB52    | ۲ فوریه ۲۰۰۵    |
| ۱۱۷۵۲۳ | 2005 CD52    | ۲ فوریه ۲۰۰۵    |
| ۱۱۷۵۲۴ | 2005 CA53    | ۳ فوریه ۲۰۰۵    |
| ۱۱۷۵۲۵ | 2005 CJ53    | ۳ فوریه ۲۰۰۵    |
| ۱۱۷۵۲۶ | 2005 CS57    | ۲ فوریه ۲۰۰۵    |
| ۱۱۷۵۲۷ | 2005 CU58    | ۲ فوریه ۲۰۰۵    |
| ۱۱۷۵۲۸ | 2005 CZ58    | ۲ فوریه ۲۰۰۵    |
| ۱۱۷۵۲۹ | 2005 CM59    | ۲ فوریه ۲۰۰۵    |
| ۱۱۷۵۳۰ | 2005 CP59    | ۲ فوریه ۲۰۰۵    |
| ۱۱۷۵۳۱ | 2005 CU59    | ۲ فوریه ۲۰۰۵    |
| ۱۱۷۵۳۲ | 2005 CA60    | ۳ فوریه ۲۰۰۵    |
| ۱۱۷۵۳۳ | 2005 CU62    | ۹ فوریه ۲۰۰۵    |
| ۱۱۷۵۳۴ | 2005 CA64    | ۹ فوریه ۲۰۰۵    |
| ۱۱۷۵۳۵ | 2005 CC67    | ۹ فوریه ۲۰۰۵    |
| ۱۱۷۵۳۶ | 2005 CT67    | ۲ فوریه ۲۰۰۵    |
| ۱۱۷۵۳۷ | 2005 CH76    | ۲ فوریه ۲۰۰۵    |
| ۱۱۷۵۳۷ | 2005 DU      | ۲۰ فوریه ۲۰۰۵   |
| ۱۱۷۵۳۹ | Celletti     | ۱۷ فوریه ۲۰۰۵   |
| ۱۱۷۵۳۹ | 2005 EN      | ۱ مارس ۲۰۰۵     |
| ۱۱۷۵۳۹ | 2005 EQ      | ۱ مارس ۲۰۰۵     |
| ۱۱۷۵۳۹ | 2005 EV      | ۲ مارس ۲۰۰۵     |
| ۱۱۷۵۴۳ | 2005 EM1     | ۳ مارس ۲۰۰۵     |
| ۱۱۷۵۴۴ | 2005 EZ1     | ۲ مارس ۲۰۰۵     |
| ۱۱۷۵۴۵ | 2005 EN5     | ۱ مارس ۲۰۰۵     |
| ۱۱۷۵۴۶ | 2005 ET5     | ۱ مارس ۲۰۰۵     |
| ۱۱۷۵۴۷ | 2005 ES7     | ۱ مارس ۲۰۰۵     |
| ۱۱۷۵۴۸ | 2005 EY7     | ۱ مارس ۲۰۰۵     |
| ۱۱۷۵۴۹ | 2005 EH8     | ۱ مارس ۲۰۰۵     |
| ۱۱۷۵۵۰ | 2005 EU8     | ۲ مارس ۲۰۰۵     |
| ۱۱۷۵۵۱ | 2005 EL10    | ۲ مارس ۲۰۰۵     |
| ۱۱۷۵۵۲ | 2005 EC11    | ۲ مارس ۲۰۰۵     |
| ۱۱۷۵۵۳ | 2005 EZ11    | ۲ مارس ۲۰۰۵     |
| ۱۱۷۵۵۴ | 2005 EN13    | ۳ مارس ۲۰۰۵     |
| ۱۱۷۵۵۵ | 2005 EP13    | ۳ مارس ۲۰۰۵     |
| ۱۱۷۵۵۶ | 2005 EQ14    | ۳ مارس ۲۰۰۵     |
| ۱۱۷۵۵۷ | 2005 EG22    | ۳ مارس ۲۰۰۵     |
| ۱۱۷۵۵۸ | 2005 EN23    | ۳ مارس ۲۰۰۵     |
| ۱۱۷۵۵۹ | 2005 ED24    | ۳ مارس ۲۰۰۵     |
| ۱۱۷۵۶۰ | 2005 EL24    | ۳ مارس ۲۰۰۵     |
| ۱۱۷۵۶۱ | 2005 EY24    | ۳ مارس ۲۰۰۵     |
| ۱۱۷۵۶۲ | 2005 EB25    | ۳ مارس ۲۰۰۵     |
| ۱۱۷۵۶۳ | 2005 EK25    | ۳ مارس ۲۰۰۵     |
| ۱۱۷۵۶۴ | 2005 EW26    | ۳ مارس ۲۰۰۵     |
| ۱۱۷۵۶۵ | 2005 EN29    | ۳ مارس ۲۰۰۵     |
| ۱۱۷۵۶۶ | 2005 EG30    | ۴ مارس ۲۰۰۵     |
| ۱۱۷۵۶۷ | 2005 EJ30    | ۴ مارس ۲۰۰۵     |
| ۱۱۷۵۶۸ | 2005 EK30    | ۵ مارس ۲۰۰۵     |
| ۱۱۷۵۶۹ | 2005 EO32    | ۳ مارس ۲۰۰۵     |
| ۱۱۷۵۷۰ | 2005 ET32    | ۳ مارس ۲۰۰۵     |
| ۱۱۷۵۷۱ | 2005 EQ33    | ۳ مارس ۲۰۰۵     |
| ۱۱۷۵۷۲ | Hutsebaut    | ۸ مارس ۲۰۰۵     |
| ۱۱۷۵۷۳ | 2005 EG34    | ۳ مارس ۲۰۰۵     |
| ۱۱۷۵۷۴ | 2005 EJ34    | ۳ مارس ۲۰۰۵     |
| ۱۱۷۵۷۵ | 2005 EN34    | ۳ مارس ۲۰۰۵     |
| ۱۱۷۵۷۶ | 2005 EU34    | ۳ مارس ۲۰۰۵     |
| ۱۱۷۵۷۷ | 2005 EE35    | ۳ مارس ۲۰۰۵     |
| ۱۱۷۵۷۸ | 2005 ET35    | ۴ مارس ۲۰۰۵     |
| ۱۱۷۵۷۹ | 2005 EU35    | ۴ مارس ۲۰۰۵     |
| ۱۱۷۵۸۰ | 2005 EW36    | ۴ مارس ۲۰۰۵     |
| ۱۱۷۵۸۱ | 2005 EG37    | ۴ مارس ۲۰۰۵     |
| ۱۱۷۵۸۲ | 2005 ED39    | ۷ مارس ۲۰۰۵     |
| ۱۱۷۵۸۳ | 2005 EN41    | ۱ مارس ۲۰۰۵     |
| ۱۱۷۵۸۴ | 2005 EP41    | ۱ مارس ۲۰۰۵     |
| ۱۱۷۵۸۵ | 2005 EH43    | ۳ مارس ۲۰۰۵     |
| ۱۱۷۵۸۶ | Twilatho     | ۳ مارس ۲۰۰۵     |
| ۱۱۷۵۸۷ | 2005 EG46    | ۳ مارس ۲۰۰۵     |
| ۱۱۷۵۸۸ | 2005 EY46    | ۳ مارس ۲۰۰۵     |
| ۱۱۷۵۸۹ | 2005 EL48    | ۳ مارس ۲۰۰۵     |
| ۱۱۷۵۹۰ | 2005 EX48    | ۳ مارس ۲۰۰۵     |
| ۱۱۷۵۹۱ | 2005 EL50    | ۳ مارس ۲۰۰۵     |
| ۱۱۷۵۹۲ | 2005 ES51    | ۳ مارس ۲۰۰۵     |
| ۱۱۷۵۹۳ | 2005 EC52    | ۳ مارس ۲۰۰۵     |
| ۱۱۷۵۹۴ | 2005 EW53    | ۴ مارس ۲۰۰۵     |
| ۱۱۷۵۹۵ | 2005 EG62    | ۴ مارس ۲۰۰۵     |
| ۱۱۷۵۹۶ | 2005 EK64    | ۴ مارس ۲۰۰۵     |
| ۱۱۷۵۹۷ | 2005 ED65    | ۴ مارس ۲۰۰۵     |
| ۱۱۷۵۹۸ | 2005 EA69    | ۷ مارس ۲۰۰۵     |
| ۱۱۷۵۹۹ | 2005 EL69    | ۷ مارس ۲۰۰۵     |
| ۱۱۷۶۰۰ | 2005 EE71    | ۲ مارس ۲۰۰۵     |
| ۱۱۷۶۰۱ | 2005 EH72    | ۲ مارس ۲۰۰۵     |
| ۱۱۷۶۰۲ | 2005 EF76    | ۳ مارس ۲۰۰۵     |
| ۱۱۷۶۰۳ | 2005 ER76    | ۳ مارس ۲۰۰۵     |
| ۱۱۷۶۰۴ | 2005 EN78    | ۳ مارس ۲۰۰۵     |
| ۱۱۷۶۰۵ | 2005 EF86    | ۴ مارس ۲۰۰۵     |
| ۱۱۷۶۰۶ | 2005 ES89    | ۸ مارس ۲۰۰۵     |
| ۱۱۷۶۰۷ | 2005 EZ89    | ۸ مارس ۲۰۰۵     |
| ۱۱۷۶۰۸ | 2005 EE90    | ۸ مارس ۲۰۰۵     |
| ۱۱۷۶۰۹ | 2005 EP90    | ۸ مارس ۲۰۰۵     |
| ۱۱۷۶۱۰ | 2005 ES91    | ۸ مارس ۲۰۰۵     |
| ۱۱۷۶۱۱ | 2005 EB92    | ۸ مارس ۲۰۰۵     |
| ۱۱۷۶۱۲ | 2005 EW92    | ۸ مارس ۲۰۰۵     |
| ۱۱۷۶۱۳ | 2005 EA93    | ۸ مارس ۲۰۰۵     |
| ۱۱۷۶۱۴ | 2005 EU94    | ۸ مارس ۲۰۰۵     |
| ۱۱۷۶۱۵ | 2005 EY94    | ۱۰ مارس ۲۰۰۵    |
| ۱۱۷۶۱۶ | 2005 EX95    | ۱۱ مارس ۲۰۰۵    |
| ۱۱۷۶۱۷ | 2005 EJ96    | ۳ مارس ۲۰۰۵     |
| ۱۱۷۶۱۸ | 2005 EN96    | ۳ مارس ۲۰۰۵     |
| ۱۱۷۶۱۹ | 2005 ES98    | ۳ مارس ۲۰۰۵     |
| ۱۱۷۶۲۰ | 2005 EE100   | ۳ مارس ۲۰۰۵     |
| ۱۱۷۶۲۱ | 2005 EU100   | ۳ مارس ۲۰۰۵     |
| ۱۱۷۶۲۲ | 2005 EK101   | ۳ مارس ۲۰۰۵     |
| ۱۱۷۶۲۳ | 2005 ER115   | ۴ مارس ۲۰۰۵     |
| ۱۱۷۶۲۴ | 2005 EX117   | ۷ مارس ۲۰۰۵     |
| ۱۱۷۶۲۵ | 2005 EN118   | ۷ مارس ۲۰۰۵     |
| ۱۱۷۶۲۶ | 2005 EO118   | ۷ مارس ۲۰۰۵     |
| ۱۱۷۶۲۷ | 2005 EW118   | ۷ مارس ۲۰۰۵     |
| ۱۱۷۶۲۸ | 2005 EH119   | ۷ مارس ۲۰۰۵     |
| ۱۱۷۶۲۹ | 2005 ET121   | ۸ مارس ۲۰۰۵     |
| ۱۱۷۶۳۰ | 2005 EE124   | ۸ مارس ۲۰۰۵     |
| ۱۱۷۶۳۱ | 2005 EM124   | ۸ مارس ۲۰۰۵     |
| ۱۱۷۶۳۲ | 2005 ES126   | ۸ مارس ۲۰۰۵     |
| ۱۱۷۶۳۳ | 2005 EM127   | ۹ مارس ۲۰۰۵     |
| ۱۱۷۶۳۴ | 2005 EJ128   | ۹ مارس ۲۰۰۵     |
| ۱۱۷۶۳۵ | 2005 EQ129   | ۹ مارس ۲۰۰۵     |
| ۱۱۷۶۳۶ | 2005 ED130   | ۹ مارس ۲۰۰۵     |
| ۱۱۷۶۳۷ | 2005 EJ131   | ۹ مارس ۲۰۰۵     |
| ۱۱۷۶۳۸ | 2005 EN132   | ۹ مارس ۲۰۰۵     |
| ۱۱۷۶۳۹ | 2005 EE133   | ۹ مارس ۲۰۰۵     |
| ۱۱۷۶۴۰ | 2005 EK137   | ۹ مارس ۲۰۰۵     |
| ۱۱۷۶۴۱ | 2005 EQ137   | ۹ مارس ۲۰۰۵     |
| ۱۱۷۶۴۲ | 2005 EB138   | ۹ مارس ۲۰۰۵     |
| ۱۱۷۶۴۳ | 2005 ED138   | ۹ مارس ۲۰۰۵     |
| ۱۱۷۶۴۴ | 2005 EC139   | ۹ مارس ۲۰۰۵     |
| ۱۱۷۶۴۵ | 2005 ER139   | ۹ مارس ۲۰۰۵     |
| ۱۱۷۶۴۶ | 2005 EW139   | ۹ مارس ۲۰۰۵     |
| ۱۱۷۶۴۷ | 2005 ED140   | ۹ مارس ۲۰۰۵     |
| ۱۱۷۶۴۸ | 2005 EF147   | ۱۰ مارس ۲۰۰۵    |
| ۱۱۷۶۴۹ | 2005 EG147   | ۱۰ مارس ۲۰۰۵    |
| ۱۱۷۶۵۰ | 2005 EO151   | ۱۰ مارس ۲۰۰۵    |
| ۱۱۷۶۵۱ | 2005 EC153   | ۲ مارس ۲۰۰۵     |
| ۱۱۷۶۵۲ | 2005 EY161   | ۹ مارس ۲۰۰۵     |
| ۱۱۷۶۵۳ | 2005 EG168   | ۱۱ مارس ۲۰۰۵    |
| ۱۱۷۶۵۴ | 2005 EA172   | ۷ مارس ۲۰۰۵     |
| ۱۱۷۶۵۵ | 2005 EG182   | ۹ مارس ۲۰۰۵     |
| ۱۱۷۶۵۶ | 2005 EJ187   | ۱۰ مارس ۲۰۰۵    |
| ۱۱۷۶۵۷ | 2005 EP187   | ۱۰ مارس ۲۰۰۵    |
| ۱۱۷۶۵۸ | 2005 ER187   | ۱۰ مارس ۲۰۰۵    |
| ۱۱۷۶۵۹ | 2005 EB189   | ۱۰ مارس ۲۰۰۵    |
| ۱۱۷۶۶۰ | 2005 ED197   | ۱۱ مارس ۲۰۰۵    |
| ۱۱۷۶۶۱ | 2005 EH198   | ۱۱ مارس ۲۰۰۵    |
| ۱۱۷۶۶۲ | 2005 EU198   | ۱۱ مارس ۲۰۰۵    |
| ۱۱۷۶۶۳ | 2005 EK199   | ۱۲ مارس ۲۰۰۵    |
| ۱۱۷۶۶۴ | 2005 EF200   | ۱۲ مارس ۲۰۰۵    |
| ۱۱۷۶۶۵ | 2005 EM201   | ۸ مارس ۲۰۰۵     |
| ۱۱۷۶۶۶ | 2005 ER201   | ۸ مارس ۲۰۰۵     |
| ۱۱۷۶۶۷ | 2005 EC205   | ۱۱ مارس ۲۰۰۵    |
| ۱۱۷۶۶۸ | 2005 EN207   | ۹ مارس ۲۰۰۵     |
| ۱۱۷۶۶۹ | 2005 ER207   | ۱۱ مارس ۲۰۰۵    |
| ۱۱۷۶۷۰ | 2005 EG210   | ۴ مارس ۲۰۰۵     |
| ۱۱۷۶۷۱ | 2005 ES211   | ۴ مارس ۲۰۰۵     |
| ۱۱۷۶۷۲ | 2005 EV211   | ۴ مارس ۲۰۰۵     |
| ۱۱۷۶۷۳ | 2005 EB214   | ۷ مارس ۲۰۰۵     |
| ۱۱۷۶۷۴ | 2005 EE214   | ۷ مارس ۲۰۰۵     |
| ۱۱۷۶۷۵ | 2005 EK214   | ۸ مارس ۲۰۰۵     |
| ۱۱۷۶۷۶ | 2005 EZ219   | ۱۰ مارس ۲۰۰۵    |
| ۱۱۷۶۷۷ | 2005 EL221   | ۱۱ مارس ۲۰۰۵    |
| ۱۱۷۶۷۸ | 2005 EX222   | ۸ مارس ۲۰۰۵     |
| ۱۱۷۶۷۹ | 2005 EF223   | ۱۰ مارس ۲۰۰۵    |
| ۱۱۷۶۸۰ | 2005 EW223   | ۱۳ مارس ۲۰۰۵    |
| ۱۱۷۶۸۱ | 2005 ES226   | ۹ مارس ۲۰۰۵     |
| ۱۱۷۶۸۲ | 2005 EW227   | ۹ مارس ۲۰۰۵     |
| ۱۱۷۶۸۳ | 2005 ER233   | ۱۰ مارس ۲۰۰۵    |
| ۱۱۷۶۸۴ | 2005 EL246   | ۱۲ مارس ۲۰۰۵    |
| ۱۱۷۶۸۵ | 2005 ED247   | ۱۲ مارس ۲۰۰۵    |
| ۱۱۷۶۸۶ | 2005 EU251   | ۱۰ مارس ۲۰۰۵    |
| ۱۱۷۶۸۷ | 2005 EX259   | ۱۱ مارس ۲۰۰۵    |
| ۱۱۷۶۸۸ | 2005 EX268   | ۱۴ مارس ۲۰۰۵    |
| ۱۱۷۶۸۹ | 2005 EY268   | ۱۴ مارس ۲۰۰۵    |
| ۱۱۷۶۹۰ | 2005 EK270   | ۱۲ مارس ۲۰۰۵    |
| ۱۱۷۶۹۱ | 2005 ES276   | ۸ مارس ۲۰۰۵     |
| ۱۱۷۶۹۲ | 2005 ED277   | ۸ مارس ۲۰۰۵     |
| ۱۱۷۶۹۳ | 2005 EF279   | ۹ مارس ۲۰۰۵     |
| ۱۱۷۶۹۴ | 2005 ED282   | ۱۰ مارس ۲۰۰۵    |
| ۱۱۷۶۹۵ | 2005 EE282   | ۱۰ مارس ۲۰۰۵    |
| ۱۱۷۶۹۶ | 2005 EU282   | ۱۰ مارس ۲۰۰۵    |
| ۱۱۷۶۹۷ | 2005 EA287   | ۱۰ مارس ۲۰۰۵    |
| ۱۱۷۶۹۸ | 2005 ED290   | ۹ مارس ۲۰۰۵     |
| ۱۱۷۶۹۹ | 2005 EK290   | ۹ مارس ۲۰۰۵     |
| ۱۱۷۷۰۰ | 2005 EZ292   | ۱۰ مارس ۲۰۰۵    |
| ۱۱۷۷۰۱ | 2005 EC293   | ۱۰ مارس ۲۰۰۵    |
| ۱۱۷۷۰۲ | 2005 EO295   | ۳ مارس ۲۰۰۵     |
| ۱۱۷۷۰۳ | 2005 EK300   | ۱۱ مارس ۲۰۰۵    |
| ۱۱۷۷۰۴ | 2005 EN317   | ۱۲ مارس ۲۰۰۵    |
| ۱۱۷۷۰۵ | 2005 FS2     | ۱۸ مارس ۲۰۰۵    |
| ۱۱۷۷۰۶ | 2005 FU2     | ۱۸ مارس ۲۰۰۵    |
| ۱۱۷۷۰۷ | 2005 FJ5     | ۳۱ مارس ۲۰۰۵    |
| ۱۱۷۷۰۸ | 2005 FP5     | ۳۰ مارس ۲۰۰۵    |
| ۱۱۷۷۰۹ | 2005 FU6     | ۳۰ مارس ۲۰۰۵    |
| ۱۱۷۷۱۰ | 2005 FC7     | ۳۱ مارس ۲۰۰۵    |
| ۱۱۷۷۱۱ | Degenfeld    | ۱ آوریل ۲۰۰۵    |
| ۱۱۷۷۱۲ | Podmaniczky  | ۱ آوریل ۲۰۰۵    |
| ۱۱۷۷۱۳ | Kovesligethy | ۲ آوریل ۲۰۰۵    |
| ۱۱۷۷۱۴ | Kiskartal    | ۲ آوریل ۲۰۰۵    |
| ۱۱۷۷۱۵ | Carlkirby    | ۲ آوریل ۲۰۰۵    |
| ۱۱۷۷۱۶ | 2005 GN1     | ۱ آوریل ۲۰۰۵    |
| ۱۱۷۷۱۷ | 2005 GD5     | ۱ آوریل ۲۰۰۵    |
| ۱۱۷۷۱۸ | 2005 GZ5     | ۱ آوریل ۲۰۰۵    |
| ۱۱۷۷۱۹ | 2005 GL7     | ۱ آوریل ۲۰۰۵    |
| ۱۱۷۷۲۰ | 2005 GB8     | ۲ آوریل ۲۰۰۵    |
| ۱۱۷۷۲۱ | 2005 GE8     | ۲ آوریل ۲۰۰۵    |
| ۱۱۷۷۲۲ | 2005 GA11    | ۱ آوریل ۲۰۰۵    |
| ۱۱۷۷۲۳ | 2005 GN11    | ۱ آوریل ۲۰۰۵    |
| ۱۱۷۷۲۴ | 2005 GW11    | ۱ آوریل ۲۰۰۵    |
| ۱۱۷۷۲۵ | 2005 GU12    | ۱ آوریل ۲۰۰۵    |
| ۱۱۷۷۲۶ | 2005 GC13    | ۱ آوریل ۲۰۰۵    |
| ۱۱۷۷۲۷ | 2005 GJ13    | ۱ آوریل ۲۰۰۵    |
| ۱۱۷۷۲۸ | 2005 GT13    | ۱ آوریل ۲۰۰۵    |
| ۱۱۷۷۲۹ | 2005 GZ13    | ۱ آوریل ۲۰۰۵    |
| ۱۱۷۷۳۰ | 2005 GV19    | ۲ آوریل ۲۰۰۵    |
| ۱۱۷۷۳۱ | 2005 GY19    | ۲ آوریل ۲۰۰۵    |
| ۱۱۷۷۳۲ | 2005 GA20    | ۲ آوریل ۲۰۰۵    |
| ۱۱۷۷۳۳ | 2005 GF20    | ۲ آوریل ۲۰۰۵    |
| ۱۱۷۷۳۴ | 2005 GG20    | ۲ آوریل ۲۰۰۵    |
| ۱۱۷۷۳۵ | 2005 GQ20    | ۲ آوریل ۲۰۰۵    |
| ۱۱۷۷۳۶ | Sherrod      | ۴ آوریل ۲۰۰۵    |
| ۱۱۷۷۳۷ | 2005 GX22    | ۱ آوریل ۲۰۰۵    |
| ۱۱۷۷۳۸ | 2005 GS26    | ۲ آوریل ۲۰۰۵    |
| ۱۱۷۷۳۹ | 2005 GD29    | ۴ آوریل ۲۰۰۵    |
| ۱۱۷۷۴۰ | 2005 GH29    | ۴ آوریل ۲۰۰۵    |
| ۱۱۷۷۴۱ | 2005 GD31    | ۴ آوریل ۲۰۰۵    |
| ۱۱۷۷۴۲ | 2005 GW31    | ۴ آوریل ۲۰۰۵    |
| ۱۱۷۷۴۳ | 2005 GU32    | ۴ آوریل ۲۰۰۵    |
| ۱۱۷۷۴۴ | 2005 GL33    | ۴ آوریل ۲۰۰۵    |
| ۱۱۷۷۴۵ | 2005 GP37    | ۲ آوریل ۲۰۰۵    |
| ۱۱۷۷۴۶ | 2005 GS37    | ۲ آوریل ۲۰۰۵    |
| ۱۱۷۷۴۷ | 2005 GW43    | ۵ آوریل ۲۰۰۵    |
| ۱۱۷۷۴۸ | 2005 GC44    | ۵ آوریل ۲۰۰۵    |
| ۱۱۷۷۴۹ | 2005 GG46    | ۵ آوریل ۲۰۰۵    |
| ۱۱۷۷۵۰ | 2005 GF48    | ۵ آوریل ۲۰۰۵    |
| ۱۱۷۷۵۱ | 2005 GL49    | ۵ آوریل ۲۰۰۵    |
| ۱۱۷۷۵۲ | 2005 GS50    | ۷ آوریل ۲۰۰۵    |
| ۱۱۷۷۵۳ | 2005 GU53    | ۴ آوریل ۲۰۰۵    |
| ۱۱۷۷۵۴ | 2005 GA54    | ۴ آوریل ۲۰۰۵    |
| ۱۱۷۷۵۵ | 2005 GN58    | ۶ آوریل ۲۰۰۵    |
| ۱۱۷۷۵۶ | 2005 GR58    | ۱ آوریل ۲۰۰۵    |
| ۱۱۷۷۵۷ | 2005 GD59    | ۵ آوریل ۲۰۰۵    |
| ۱۱۷۷۵۸ | 2005 GK60    | ۴ آوریل ۲۰۰۵    |
| ۱۱۷۷۵۹ | 2005 GP60    | ۶ آوریل ۲۰۰۵    |
| ۱۱۷۷۶۰ | 2005 GS64    | ۲ آوریل ۲۰۰۵    |
| ۱۱۷۷۶۱ | 2005 GK65    | ۲ آوریل ۲۰۰۵    |
| ۱۱۷۷۶۲ | 2005 GD69    | ۲ آوریل ۲۰۰۵    |
| ۱۱۷۷۶۳ | 2005 GP72    | ۴ آوریل ۲۰۰۵    |
| ۱۱۷۷۶۴ | 2005 GG73    | ۴ آوریل ۲۰۰۵    |
| ۱۱۷۷۶۵ | 2005 GO74    | ۵ آوریل ۲۰۰۵    |
| ۱۱۷۷۶۶ | 2005 GJ78    | ۶ آوریل ۲۰۰۵    |
| ۱۱۷۷۶۷ | 2005 GM78    | ۶ آوریل ۲۰۰۵    |
| ۱۱۷۷۶۸ | 2005 GK81    | ۱ آوریل ۲۰۰۵    |
| ۱۱۷۷۶۹ | 2005 GP86    | ۴ آوریل ۲۰۰۵    |
| ۱۱۷۷۷۰ | 2005 GZ88    | ۵ آوریل ۲۰۰۵    |
| ۱۱۷۷۷۱ | 2005 GD93    | ۶ آوریل ۲۰۰۵    |
| ۱۱۷۷۷۲ | 2005 GZ95    | ۶ آوریل ۲۰۰۵    |
| ۱۱۷۷۷۳ | 2005 GJ97    | ۷ آوریل ۲۰۰۵    |
| ۱۱۷۷۷۴ | 2005 GV99    | ۷ آوریل ۲۰۰۵    |
| ۱۱۷۷۷۵ | 2005 GX101   | ۹ آوریل ۲۰۰۵    |
| ۱۱۷۷۷۶ | 2005 GY102   | ۹ آوریل ۲۰۰۵    |
| ۱۱۷۷۷۷ | 2005 GW110   | ۶ آوریل ۲۰۰۵    |
| ۱۱۷۷۷۸ | 2005 GO112   | ۶ آوریل ۲۰۰۵    |
| ۱۱۷۷۷۹ | 2005 GX112   | ۶ آوریل ۲۰۰۵    |
| ۱۱۷۷۸۰ | 2005 GY113   | ۹ آوریل ۲۰۰۵    |
| ۱۱۷۷۸۱ | 2005 GF115   | ۱۰ آوریل ۲۰۰۵   |
| ۱۱۷۷۸۲ | 2005 GL115   | ۱۰ آوریل ۲۰۰۵   |
| ۱۱۷۷۸۳ | 2005 GJ118   | ۱۱ آوریل ۲۰۰۵   |
| ۱۱۷۷۸۴ | 2005 GG119   | ۱۱ آوریل ۲۰۰۵   |
| ۱۱۷۷۸۵ | 2005 GJ121   | ۵ آوریل ۲۰۰۵    |
| ۱۱۷۷۸۶ | 2005 GN121   | ۵ آوریل ۲۰۰۵    |
| ۱۱۷۷۸۷ | 2005 GM123   | ۷ آوریل ۲۰۰۵    |
| ۱۱۷۷۸۸ | 2005 GU123   | ۸ آوریل ۲۰۰۵    |
| ۱۱۷۷۸۹ | 2005 GH127   | ۱۲ آوریل ۲۰۰۵   |
| ۱۱۷۷۹۰ | 2005 GO128   | ۱۳ آوریل ۲۰۰۵   |
| ۱۱۷۷۹۱ | 2005 GT128   | ۱ آوریل ۲۰۰۵    |
| ۱۱۷۷۹۲ | 2005 GP132   | ۱۰ آوریل ۲۰۰۵   |
| ۱۱۷۷۹۳ | 2005 GB135   | ۱۰ آوریل ۲۰۰۵   |
| ۱۱۷۷۹۴ | 2005 GZ138   | ۱۲ آوریل ۲۰۰۵   |
| ۱۱۷۷۹۵ | 2005 GJ140   | ۱۳ آوریل ۲۰۰۵   |
| ۱۱۷۷۹۶ | 2005 GY140   | ۱۴ آوریل ۲۰۰۵   |
| ۱۱۷۷۹۷ | 2005 GA141   | ۱۴ آوریل ۲۰۰۵   |
| ۱۱۷۷۹۸ | 2005 GK150   | ۱۱ آوریل ۲۰۰۵   |
| ۱۱۷۷۹۹ | 2005 GW151   | ۱۲ آوریل ۲۰۰۵   |
| ۱۱۷۸۰۰ | 2005 GD161   | ۱۳ آوریل ۲۰۰۵   |
| ۱۱۷۸۰۱ | 2005 GX166   | ۱۱ آوریل ۲۰۰۵   |
| ۱۱۷۸۰۲ | 2005 GG168   | ۱۱ آوریل ۲۰۰۵   |
| ۱۱۷۸۰۳ | 2005 GH168   | ۱۱ آوریل ۲۰۰۵   |
| ۱۱۷۸۰۴ | 2005 GK168   | ۱۱ آوریل ۲۰۰۵   |
| ۱۱۷۸۰۵ | 2005 GP170   | ۱۲ آوریل ۲۰۰۵   |
| ۱۱۷۸۰۶ | 2005 GB172   | ۱۳ آوریل ۲۰۰۵   |
| ۱۱۷۸۰۷ | 2005 GC175   | ۱۴ آوریل ۲۰۰۵   |
| ۱۱۷۸۰۸ | 2005 GM178   | ۱۵ آوریل ۲۰۰۵   |
| ۱۱۷۸۰۹ | 2005 GR178   | ۱۵ آوریل ۲۰۰۵   |
| ۱۱۷۸۱۰ | 2005 GS178   | ۱۵ آوریل ۲۰۰۵   |
| ۱۱۷۸۱۱ | 2005 GO180   | ۱۲ آوریل ۲۰۰۵   |
| ۱۱۷۸۱۲ | 2005 GH182   | ۱۵ آوریل ۲۰۰۵   |
| ۱۱۷۸۱۳ | 2005 HO3     | ۱۷ آوریل ۲۰۰۵   |
| ۱۱۷۸۱۴ | 2005 HG4     | ۳۰ آوریل ۲۰۰۵   |
| ۱۱۷۸۱۵ | 2005 HM5     | ۳۰ آوریل ۲۰۰۵   |
| ۱۱۷۸۱۶ | 2005 HB7     | ۲۸ آوریل ۲۰۰۵   |
| ۱۱۷۸۱۷ | 2005 JH1     | ۳ مه ۲۰۰۵       |
| ۱۱۷۸۱۸ | 2005 JS3     | ۱ مه ۲۰۰۵       |
| ۱۱۷۸۱۹ | 2005 JJ4     | ۳ مه ۲۰۰۵       |
| ۱۱۷۸۲۰ | 2005 JY4     | ۴ مه ۲۰۰۵       |
| ۱۱۷۸۲۱ | 2005 JD5     | ۴ مه ۲۰۰۵       |
| ۱۱۷۸۲۲ | 2005 JO5     | ۴ مه ۲۰۰۵       |
| ۱۱۷۸۲۳ | 2005 JY24    | ۳ مه ۲۰۰۵       |
| ۱۱۷۸۲۴ | 2005 JU27    | ۳ مه ۲۰۰۵       |
| ۱۱۷۸۲۵ | 2005 JU29    | ۳ مه ۲۰۰۵       |
| ۱۱۷۸۲۶ | 2005 JV31    | ۴ مه ۲۰۰۵       |
| ۱۱۷۸۲۷ | 2005 JL32    | ۴ مه ۲۰۰۵       |
| ۱۱۷۸۲۸ | 2005 JX32    | ۴ مه ۲۰۰۵       |
| ۱۱۷۸۲۹ | 2005 JE39    | ۷ مه ۲۰۰۵       |
| ۱۱۷۸۳۰ | 2005 JV40    | ۷ مه ۲۰۰۵       |
| ۱۱۷۸۳۱ | 2005 JM48    | ۳ مه ۲۰۰۵       |
| ۱۱۷۸۳۲ | 2005 JL55    | ۴ مه ۲۰۰۵       |
| ۱۱۷۸۳۳ | 2005 JO55    | ۴ مه ۲۰۰۵       |
| ۱۱۷۸۳۴ | 2005 JO60    | ۸ مه ۲۰۰۵       |
| ۱۱۷۸۳۵ | 2005 JR60    | ۸ مه ۲۰۰۵       |
| ۱۱۷۸۳۶ | 2005 JR61    | ۸ مه ۲۰۰۵       |
| ۱۱۷۸۳۷ | 2005 JY67    | ۴ مه ۲۰۰۵       |
| ۱۱۷۸۳۸ | 2005 JY68    | ۶ مه ۲۰۰۵       |
| ۱۱۷۸۳۹ | 2005 JD75    | ۸ مه ۲۰۰۵       |
| ۱۱۷۸۴۰ | 2005 JW80    | ۱۱ مه ۲۰۰۵      |
| ۱۱۷۸۴۱ | 2005 JR98    | ۸ مه ۲۰۰۵       |
| ۱۱۷۸۴۲ | 2005 JR109   | ۱۵ مه ۲۰۰۵      |
| ۱۱۷۸۴۳ | 2005 JU123   | ۱۱ مه ۲۰۰۵      |
| ۱۱۷۸۴۴ | 2005 JR124   | ۱۱ مه ۲۰۰۵      |
| ۱۱۷۸۴۵ | 2005 JT126   | ۱۲ مه ۲۰۰۵      |
| ۱۱۷۸۴۶ | 2005 JU127   | ۱۲ مه ۲۰۰۵      |
| ۱۱۷۸۴۷ | 2005 JK139   | ۱۳ مه ۲۰۰۵      |
| ۱۱۷۸۴۸ | 2005 JJ146   | ۹ مه ۲۰۰۵       |
| ۱۱۷۸۴۹ | 2005 JV146   | ۱۴ مه ۲۰۰۵      |
| ۱۱۷۸۵۰ | 2005 JM150   | ۳ مه ۲۰۰۵       |
| ۱۱۷۸۵۱ | 2005 JE151   | ۳ مه ۲۰۰۵       |
| ۱۱۷۸۵۲ | 2005 JG151   | ۳ مه ۲۰۰۵       |
| ۱۱۷۸۵۳ | 2005 JH151   | ۳ مه ۲۰۰۵       |
| ۱۱۷۸۵۴ | 2005 JE156   | ۴ مه ۲۰۰۵       |
| ۱۱۷۸۵۵ | 2005 JO167   | ۱۲ مه ۲۰۰۵      |
| ۱۱۷۸۵۶ | 2005 KD5     | ۱۸ مه ۲۰۰۵      |
| ۱۱۷۸۵۷ | 2005 KQ6     | ۱۹ مه ۲۰۰۵      |
| ۱۱۷۸۵۸ | 2005 KQ9     | ۳۰ مه ۲۰۰۵      |
| ۱۱۷۸۵۹ | 2005 KV9     | ۲۹ مه ۲۰۰۵      |
| ۱۱۷۸۵۹ | 2005 LY      | ۱ ژوئن ۲۰۰۵     |
| ۱۱۷۸۶۱ | 2005 LB2     | ۱ ژوئن ۲۰۰۵     |
| ۱۱۷۸۶۲ | 2005 LX12    | ۳ ژوئن ۲۰۰۵     |
| ۱۱۷۸۶۲ | 2028 P-L     | ۲۴ سپتامبر ۱۹۶۰ |
| ۱۱۷۸۶۲ | 2069 P-L     | ۲۴ سپتامبر ۱۹۶۰ |
| ۱۱۷۸۶۲ | 2081 P-L     | ۲۴ سپتامبر ۱۹۶۰ |
| ۱۱۷۸۶۲ | 2105 P-L     | ۲۴ سپتامبر ۱۹۶۰ |
| ۱۱۷۸۶۲ | 2127 P-L     | ۲۴ سپتامبر ۱۹۶۰ |
| ۱۱۷۸۶۲ | 2147 P-L     | ۲۴ سپتامبر ۱۹۶۰ |
| ۱۱۷۸۶۲ | 2168 P-L     | ۲۶ سپتامبر ۱۹۶۰ |
| ۱۱۷۸۶۲ | 2174 P-L     | ۲۴ سپتامبر ۱۹۶۰ |
| ۱۱۷۸۶۲ | 2186 P-L     | ۲۴ سپتامبر ۱۹۶۰ |
| ۱۱۷۸۶۲ | 2210 P-L     | ۲۴ سپتامبر ۱۹۶۰ |
| ۱۱۷۸۶۲ | 2212 P-L     | ۲۴ سپتامبر ۱۹۶۰ |
| ۱۱۷۸۶۲ | 2511 P-L     | ۲۶ سپتامبر ۱۹۶۰ |
| ۱۱۷۸۶۲ | 2539 P-L     | ۲۴ سپتامبر ۱۹۶۰ |
| ۱۱۷۸۶۲ | 2586 P-L     | ۲۴ سپتامبر ۱۹۶۰ |
| ۱۱۷۸۶۲ | 2593 P-L     | ۲۴ سپتامبر ۱۹۶۰ |
| ۱۱۷۸۶۲ | 2602 P-L     | ۲۴ سپتامبر ۱۹۶۰ |
| ۱۱۷۸۶۲ | 2621 P-L     | ۲۴ سپتامبر ۱۹۶۰ |
| ۱۱۷۸۶۲ | 2651 P-L     | ۲۴ سپتامبر ۱۹۶۰ |
| ۱۱۷۸۶۲ | 2675 P-L     | ۲۶ سپتامبر ۱۹۶۰ |
| ۱۱۷۸۶۲ | 2680 P-L     | ۲۴ سپتامبر ۱۹۶۰ |
| ۱۱۷۸۶۲ | 2682 P-L     | ۲۴ سپتامبر ۱۹۶۰ |
| ۱۱۷۸۶۲ | 2684 P-L     | ۲۴ سپتامبر ۱۹۶۰ |
| ۱۱۷۸۶۲ | 2692 P-L     | ۲۴ سپتامبر ۱۹۶۰ |
| ۱۱۷۸۶۲ | 2694 P-L     | ۲۴ سپتامبر ۱۹۶۰ |
| ۱۱۷۸۶۲ | 2721 P-L     | ۲۴ سپتامبر ۱۹۶۰ |
| ۱۱۷۸۶۲ | 2735 P-L     | ۲۴ سپتامبر ۱۹۶۰ |
| ۱۱۷۸۶۲ | 2745 P-L     | ۲۴ سپتامبر ۱۹۶۰ |
| ۱۱۷۸۶۲ | 2748 P-L     | ۲۴ سپتامبر ۱۹۶۰ |
| ۱۱۷۸۶۲ | 2750 P-L     | ۲۴ سپتامبر ۱۹۶۰ |
| ۱۱۷۸۶۲ | 2753 P-L     | ۲۴ سپتامبر ۱۹۶۰ |
| ۱۱۷۸۶۲ | 2781 P-L     | ۲۶ سپتامبر ۱۹۶۰ |
| ۱۱۷۸۶۲ | 2791 P-L     | ۲۶ سپتامبر ۱۹۶۰ |
| ۱۱۷۸۶۲ | 2802 P-L     | ۲۴ سپتامبر ۱۹۶۰ |
| ۱۱۷۸۶۲ | 2815 P-L     | ۲۴ سپتامبر ۱۹۶۰ |
| ۱۱۷۸۶۲ | 2845 P-L     | ۲۴ سپتامبر ۱۹۶۰ |
| ۱۱۷۸۶۲ | 3029 P-L     | ۲۴ سپتامبر ۱۹۶۰ |
| ۱۱۷۸۶۲ | 3048 P-L     | ۲۴ سپتامبر ۱۹۶۰ |
| ۱۱۷۸۶۲ | 3053 P-L     | ۲۴ سپتامبر ۱۹۶۰ |
| ۱۱۷۸۶۲ | 3055 P-L     | ۲۴ سپتامبر ۱۹۶۰ |
| ۱۱۷۸۶۲ | 3058 P-L     | ۲۵ سپتامبر ۱۹۶۰ |
| ۱۱۷۸۶۲ | 3115 P-L     | ۲۴ سپتامبر ۱۹۶۰ |
| ۱۱۷۸۶۲ | 3504 P-L     | ۱۷ اکتبر ۱۹۶۰   |
| ۱۱۷۸۶۲ | 3543 P-L     | ۱۷ اکتبر ۱۹۶۰   |
| ۱۱۷۸۶۲ | 4046 P-L     | ۲۴ سپتامبر ۱۹۶۰ |
| ۱۱۷۸۶۲ | 4076 P-L     | ۲۴ سپتامبر ۱۹۶۰ |
| ۱۱۷۸۶۲ | 4104 P-L     | ۲۴ سپتامبر ۱۹۶۰ |
| ۱۱۷۸۶۲ | 4123 P-L     | ۲۴ سپتامبر ۱۹۶۰ |
| ۱۱۷۸۶۲ | 4130 P-L     | ۲۴ سپتامبر ۱۹۶۰ |
| ۱۱۷۸۶۲ | 4138 P-L     | ۲۴ سپتامبر ۱۹۶۰ |
| ۱۱۷۸۶۲ | 4171 P-L     | ۲۴ سپتامبر ۱۹۶۰ |
| ۱۱۷۸۶۲ | 4211 P-L     | ۲۴ سپتامبر ۱۹۶۰ |
| ۱۱۷۸۶۲ | 4225 P-L     | ۲۴ سپتامبر ۱۹۶۰ |
| ۱۱۷۸۶۲ | 4227 P-L     | ۲۴ سپتامبر ۱۹۶۰ |
| ۱۱۷۸۶۲ | 4271 P-L     | ۲۴ سپتامبر ۱۹۶۰ |
| ۱۱۷۸۶۲ | 4281 P-L     | ۲۴ سپتامبر ۱۹۶۰ |
| ۱۱۷۸۶۲ | 4320 P-L     | ۲۴ سپتامبر ۱۹۶۰ |
| ۱۱۷۸۶۲ | 4537 P-L     | ۲۴ سپتامبر ۱۹۶۰ |
| ۱۱۷۸۶۲ | 4546 P-L     | ۲۴ سپتامبر ۱۹۶۰ |
| ۱۱۷۸۶۲ | 4621 P-L     | ۲۴ سپتامبر ۱۹۶۰ |
| ۱۱۷۸۶۲ | 4622 P-L     | ۲۴ سپتامبر ۱۹۶۰ |
| ۱۱۷۸۶۲ | 4660 P-L     | ۲۴ سپتامبر ۱۹۶۰ |
| ۱۱۷۸۶۲ | 4699 P-L     | ۲۴ سپتامبر ۱۹۶۰ |
| ۱۱۷۸۶۲ | 4701 P-L     | ۲۴ سپتامبر ۱۹۶۰ |
| ۱۱۷۸۶۲ | 4703 P-L     | ۲۴ سپتامبر ۱۹۶۰ |
| ۱۱۷۸۶۲ | 4739 P-L     | ۲۴ سپتامبر ۱۹۶۰ |
| ۱۱۷۸۶۲ | 4741 P-L     | ۲۴ سپتامبر ۱۹۶۰ |
| ۱۱۷۸۶۲ | 4742 P-L     | ۲۴ سپتامبر ۱۹۶۰ |
| ۱۱۷۸۶۲ | 4747 P-L     | ۲۴ سپتامبر ۱۹۶۰ |
| ۱۱۷۸۶۲ | 4776 P-L     | ۲۴ سپتامبر ۱۹۶۰ |
| ۱۱۷۸۶۲ | 4781 P-L     | ۲۴ سپتامبر ۱۹۶۰ |
| ۱۱۷۸۶۲ | 4808 P-L     | ۲۴ سپتامبر ۱۹۶۰ |
| ۱۱۷۸۶۲ | 4809 P-L     | ۲۴ سپتامبر ۱۹۶۰ |
| ۱۱۷۸۶۲ | 4863 P-L     | ۲۴ سپتامبر ۱۹۶۰ |
| ۱۱۷۸۶۲ | 4899 P-L     | ۲۴ سپتامبر ۱۹۶۰ |
| ۱۱۷۸۶۲ | 5036 P-L     | ۲۲ اکتبر ۱۹۶۰   |
| ۱۱۷۸۶۲ | 6101 P-L     | ۲۴ سپتامبر ۱۹۶۰ |
| ۱۱۷۸۶۲ | 6122 P-L     | ۲۴ سپتامبر ۱۹۶۰ |
| ۱۱۷۸۶۲ | 6191 P-L     | ۲۴ سپتامبر ۱۹۶۰ |
| ۱۱۷۸۶۲ | 6202 P-L     | ۲۴ سپتامبر ۱۹۶۰ |
| ۱۱۷۸۶۲ | 6210 P-L     | ۲۴ سپتامبر ۱۹۶۰ |
| ۱۱۷۸۶۲ | 6219 P-L     | ۲۴ سپتامبر ۱۹۶۰ |
| ۱۱۷۸۶۲ | 6257 P-L     | ۲۴ سپتامبر ۱۹۶۰ |
| ۱۱۷۸۶۲ | 6271 P-L     | ۲۴ سپتامبر ۱۹۶۰ |
| ۱۱۷۸۶۲ | 6276 P-L     | ۲۴ سپتامبر ۱۹۶۰ |
| ۱۱۷۸۶۲ | 6301 P-L     | ۲۴ سپتامبر ۱۹۶۰ |
| ۱۱۷۸۶۲ | 6315 P-L     | ۲۴ سپتامبر ۱۹۶۰ |
| ۱۱۷۸۶۲ | 6316 P-L     | ۲۴ سپتامبر ۱۹۶۰ |
| ۱۱۷۸۶۲ | 6337 P-L     | ۲۴ سپتامبر ۱۹۶۰ |
| ۱۱۷۸۶۲ | 6369 P-L     | ۲۴ سپتامبر ۱۹۶۰ |
| ۱۱۷۸۶۲ | 6376 P-L     | ۲۴ سپتامبر ۱۹۶۰ |
| ۱۱۷۸۶۲ | 6511 P-L     | ۲۴ سپتامبر ۱۹۶۰ |
| ۱۱۷۸۶۲ | 6686 P-L     | ۲۴ سپتامبر ۱۹۶۰ |
| ۱۱۷۸۶۲ | 6693 P-L     | ۲۴ سپتامبر ۱۹۶۰ |
| ۱۱۷۸۶۲ | 6695 P-L     | ۲۴ سپتامبر ۱۹۶۰ |
| ۱۱۷۸۶۲ | 6706 P-L     | ۲۴ سپتامبر ۱۹۶۰ |
| ۱۱۷۸۶۲ | 6732 P-L     | ۲۴ سپتامبر ۱۹۶۰ |
| ۱۱۷۸۶۲ | 6763 P-L     | ۲۶ سپتامبر ۱۹۶۰ |
| ۱۱۷۸۶۲ | 6784 P-L     | ۲۴ سپتامبر ۱۹۶۰ |
| ۱۱۷۸۶۲ | 6813 P-L     | ۲۴ سپتامبر ۱۹۶۰ |
| ۱۱۷۸۶۲ | 6854 P-L     | ۲۴ سپتامبر ۱۹۶۰ |
| ۱۱۷۸۶۲ | 7596 P-L     | ۱۷ اکتبر ۱۹۶۰   |
| ۱۱۷۸۶۲ | 7619 P-L     | ۱۷ اکتبر ۱۹۶۰   |
| ۱۱۷۸۶۲ | 9064 P-L     | ۱۷ اکتبر ۱۹۶۰   |
| ۱۱۷۸۶۲ | 9524 P-L     | ۱۷ اکتبر ۱۹۶۰   |
| ۱۱۷۸۶۲ | 9563 P-L     | ۱۷ اکتبر ۱۹۶۰   |
| ۱۱۷۸۶۲ | 9564 P-L     | ۱۷ اکتبر ۱۹۶۰   |
| ۱۱۷۸۶۲ | 9583 P-L     | ۱۷ اکتبر ۱۹۶۰   |
| ۱۱۷۸۶۲ | 9590 P-L     | ۲۴ سپتامبر ۱۹۶۰ |
| ۱۱۷۸۶۲ | 9613 P-L     | ۱۷ اکتبر ۱۹۶۰   |
| ۱۱۷۹۷۲ | 1055 T-1     | ۲۵ مارس ۱۹۷۱    |
| ۱۱۷۹۷۳ | 1073 T-1     | ۲۵ مارس ۱۹۷۱    |
| ۱۱۷۹۷۴ | 1077 T-1     | ۲۵ مارس ۱۹۷۱    |
| ۱۱۷۹۷۵ | 1131 T-1     | ۲۵ مارس ۱۹۷۱    |
| ۱۱۷۹۷۶ | 1158 T-1     | ۲۵ مارس ۱۹۷۱    |
| ۱۱۷۹۷۷ | 1192 T-1     | ۲۵ مارس ۱۹۷۱    |
| ۱۱۷۹۷۸ | 1215 T-1     | ۲۵ مارس ۱۹۷۱    |
| ۱۱۷۹۷۹ | 1233 T-1     | ۲۵ مارس ۱۹۷۱    |
| ۱۱۷۹۸۰ | 1256 T-1     | ۲۵ مارس ۱۹۷۱    |
| ۱۱۷۹۸۱ | 2067 T-1     | ۲۵ مارس ۱۹۷۱    |
| ۱۱۷۹۸۲ | 2134 T-1     | ۲۵ مارس ۱۹۷۱    |
| ۱۱۷۹۸۳ | 2240 T-1     | ۲۵ مارس ۱۹۷۱    |
| ۱۱۷۹۸۴ | 2283 T-1     | ۲۵ مارس ۱۹۷۱    |
| ۱۱۷۹۸۵ | 3167 T-1     | ۲۶ مارس ۱۹۷۱    |
| ۱۱۷۹۸۶ | 3176 T-1     | ۲۶ مارس ۱۹۷۱    |
| ۱۱۷۹۸۷ | 4106 T-1     | ۲۶ مارس ۱۹۷۱    |
| ۱۱۷۹۸۸ | 4300 T-1     | ۲۶ مارس ۱۹۷۱    |
| ۱۱۷۹۸۹ | 4371 T-1     | ۲۶ مارس ۱۹۷۱    |
| ۱۱۷۹۹۰ | 1014 T-2     | ۲۹ سپتامبر ۱۹۷۳ |
| ۱۱۷۹۹۱ | 1033 T-2     | ۲۹ سپتامبر ۱۹۷۳ |
| ۱۱۷۹۹۲ | 1039 T-2     | ۲۹ سپتامبر ۱۹۷۳ |
| ۱۱۷۹۹۳ | Zambujal     | ۲۹ سپتامبر ۱۹۷۳ |
| ۱۱۷۹۹۴ | 1076 T-2     | ۲۹ سپتامبر ۱۹۷۳ |
| ۱۱۷۹۹۵ | 1086 T-2     | ۲۹ سپتامبر ۱۹۷۳ |
| ۱۱۷۹۹۶ | 1089 T-2     | ۲۹ سپتامبر ۱۹۷۳ |
| ۱۱۷۹۹۷ | 1090 T-2     | ۲۹ سپتامبر ۱۹۷۳ |
| ۱۱۷۹۹۸ | 1095 T-2     | ۲۹ سپتامبر ۱۹۷۳ |
| ۱۱۷۹۹۹ | 1113 T-2     | ۲۹ سپتامبر ۱۹۷۳ |
| ۱۱۸۰۰۰ | 1128 T-2     | ۲۹ سپتامبر ۱۹۷۳ |